# Szent István király templomok
A világ Szent István király tiszteletére szentelt templomai és építési idejük:

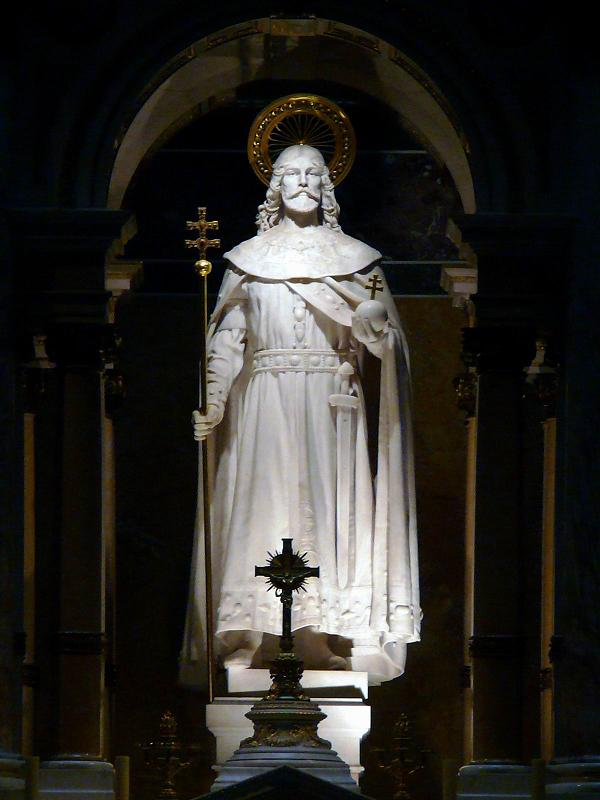
Szent István szobra a budapesti bazilika főoltárán

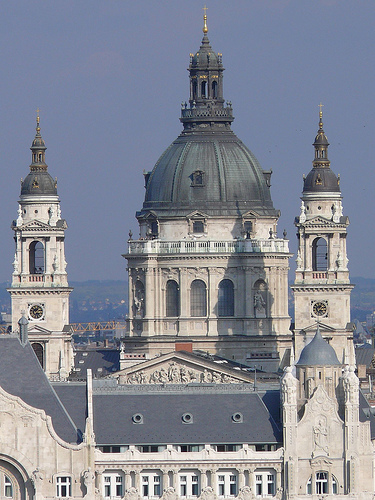
A bazilika Budáról nézve

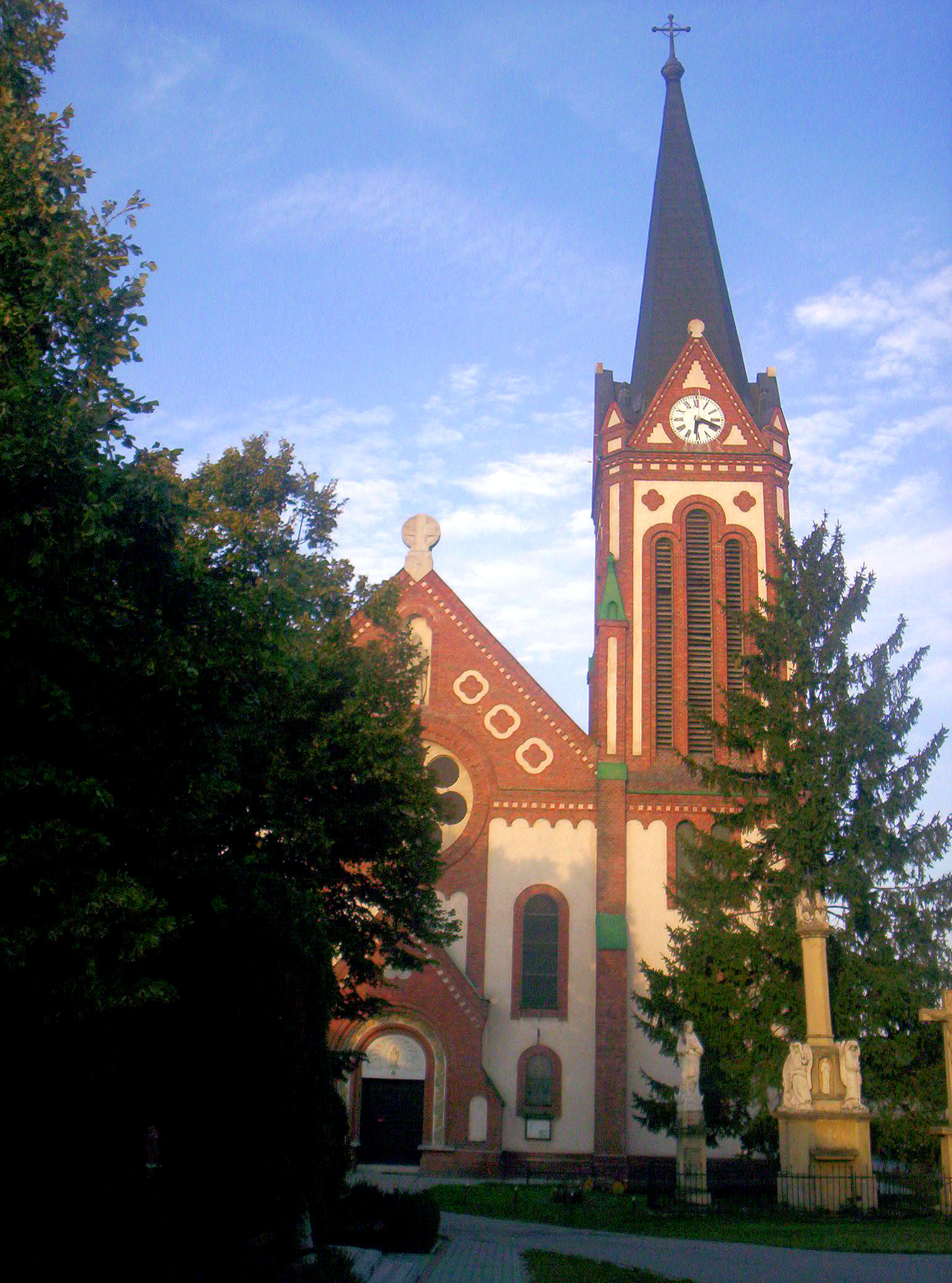
A fajszi Szent István király templom

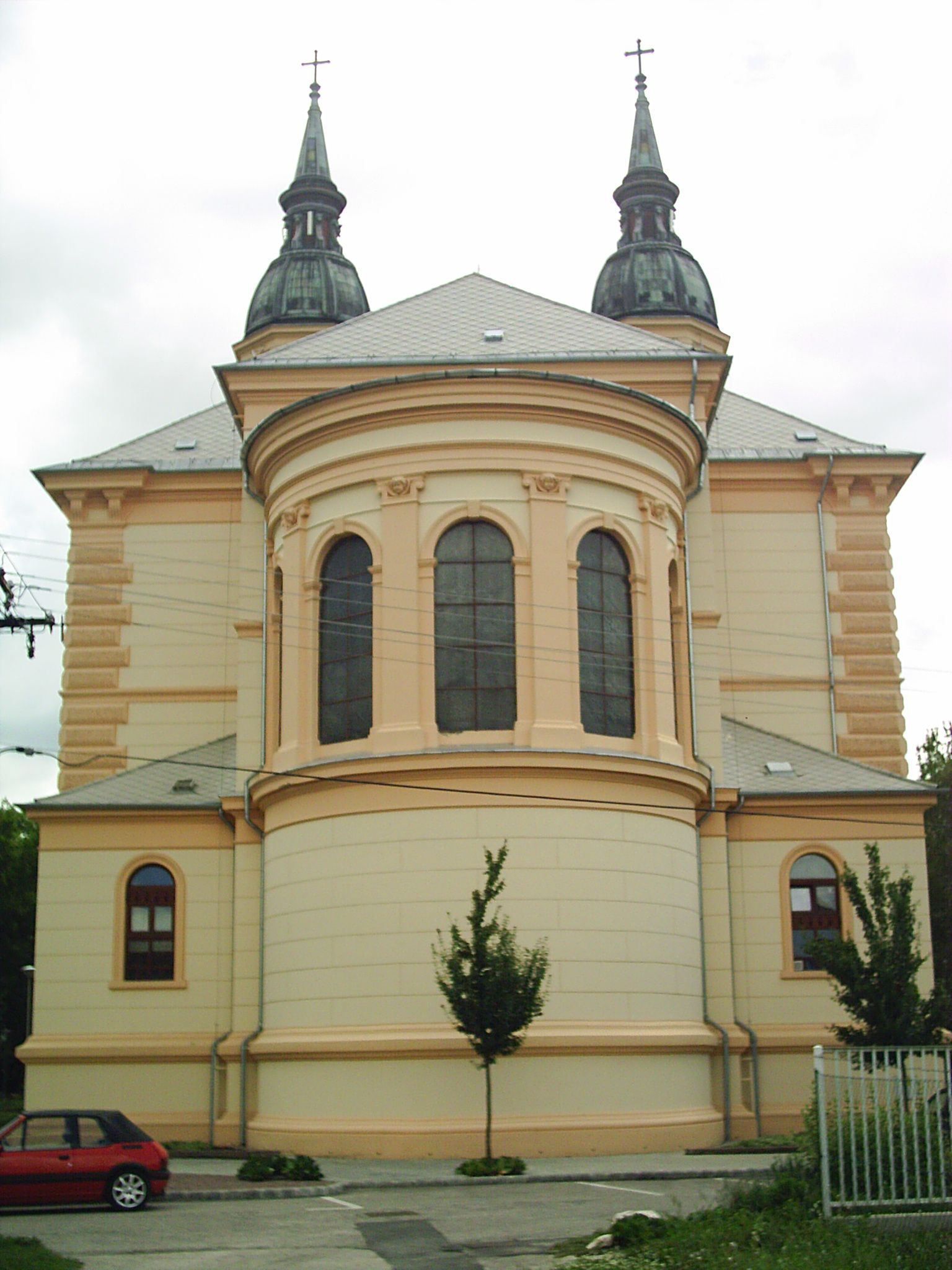
A kiskunfélegyházi Szent István király templom

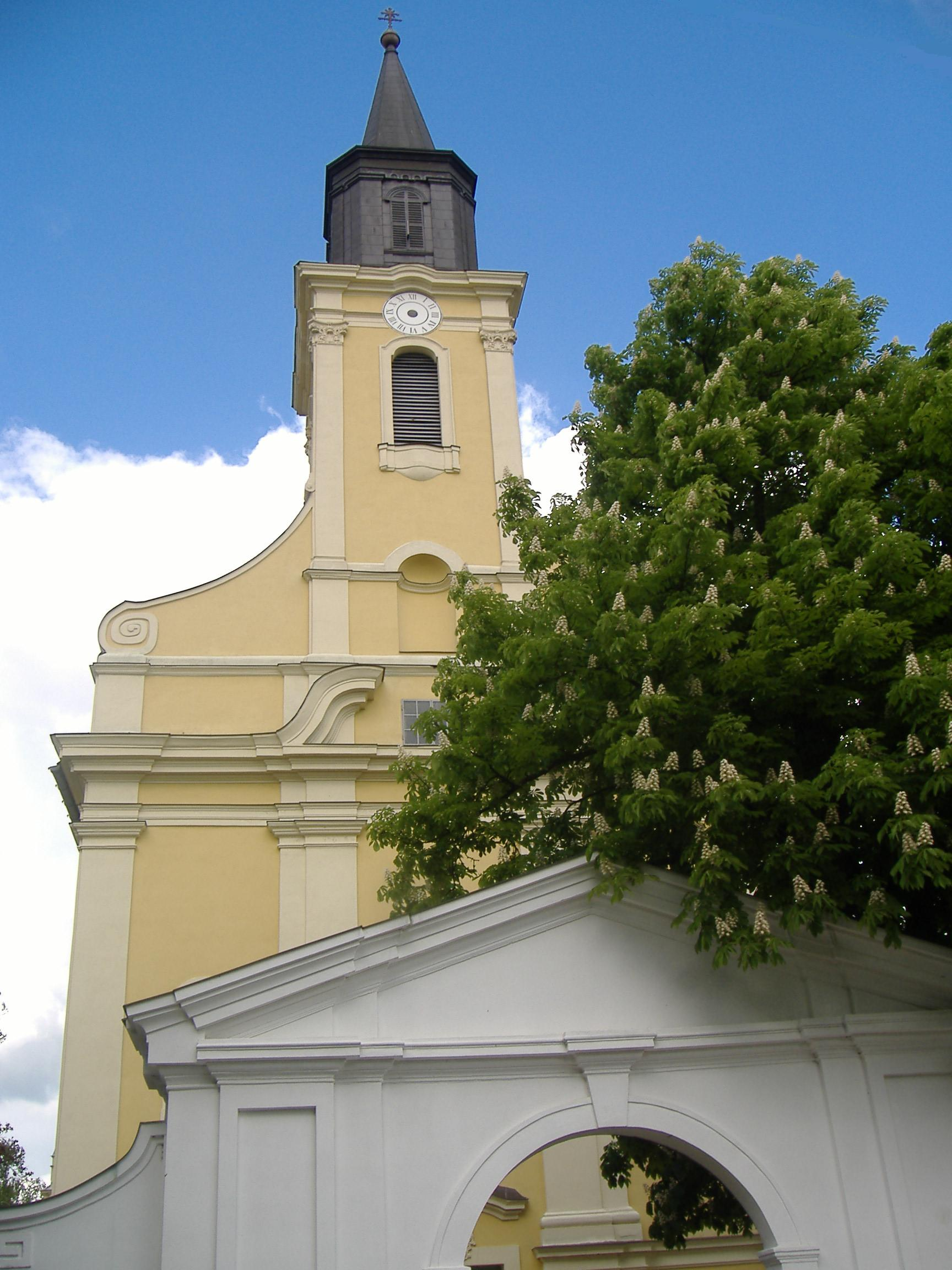
A makói Szent István-plébániatemplom

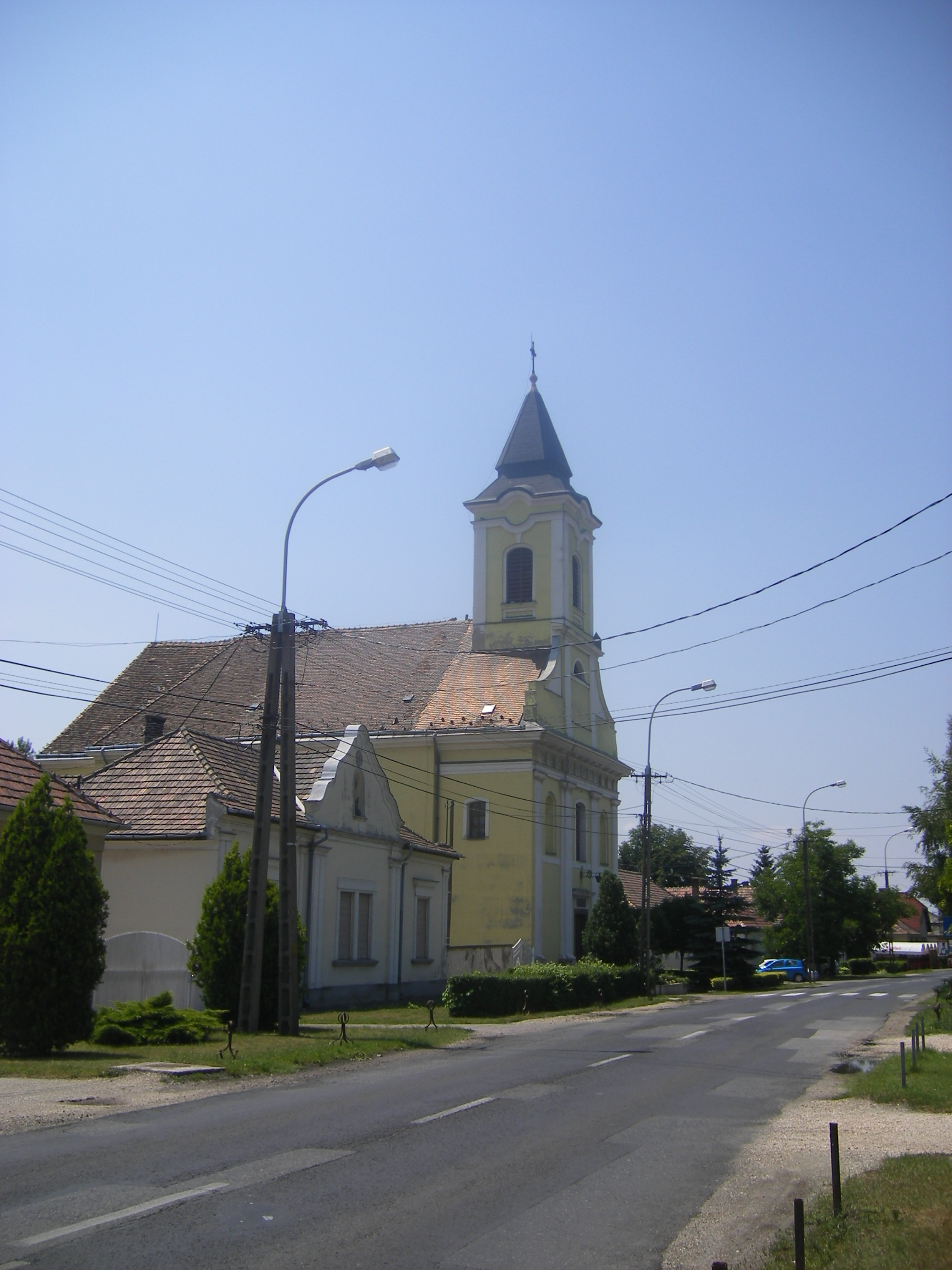
Az alsógallai Szent István király templom

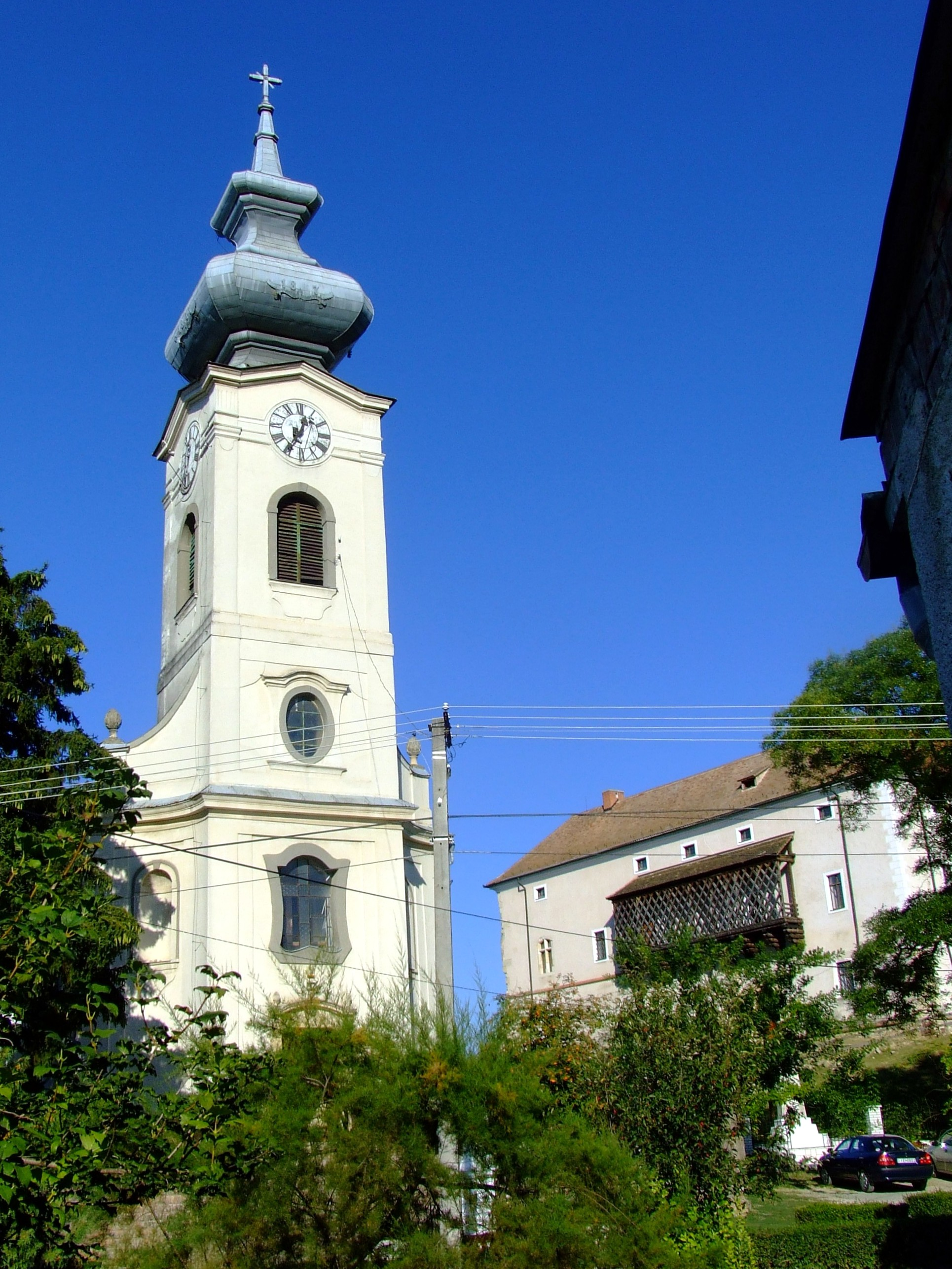
Az ozorai Szent István király templom

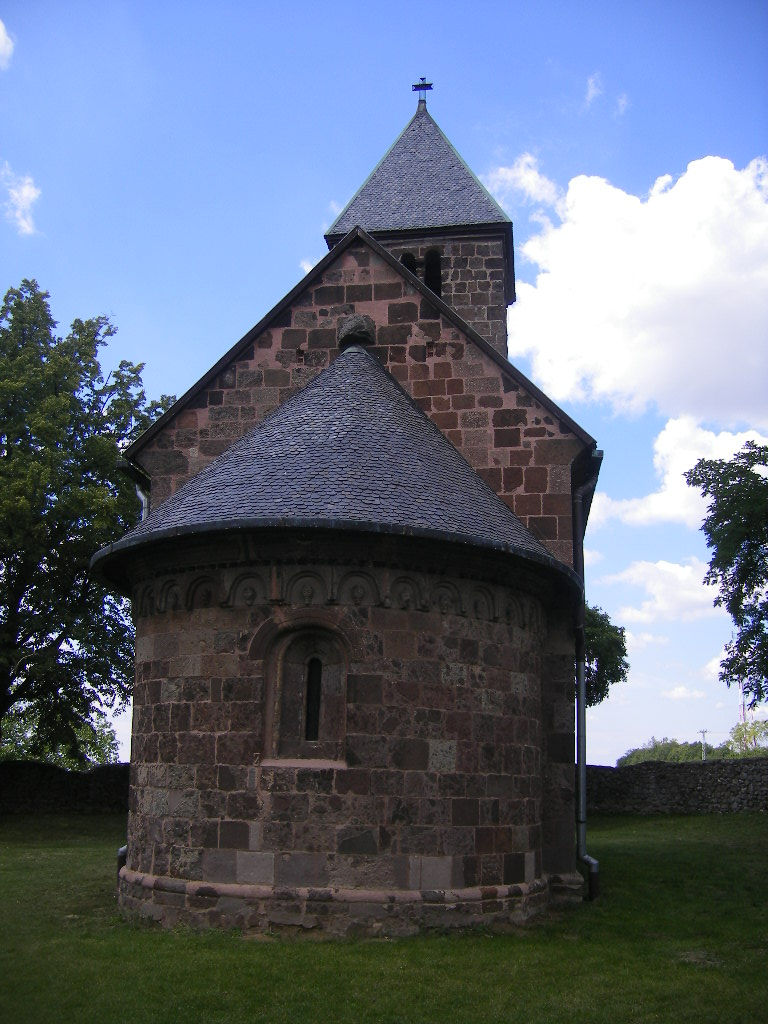
A nagybörzsönyi Szent István király templom

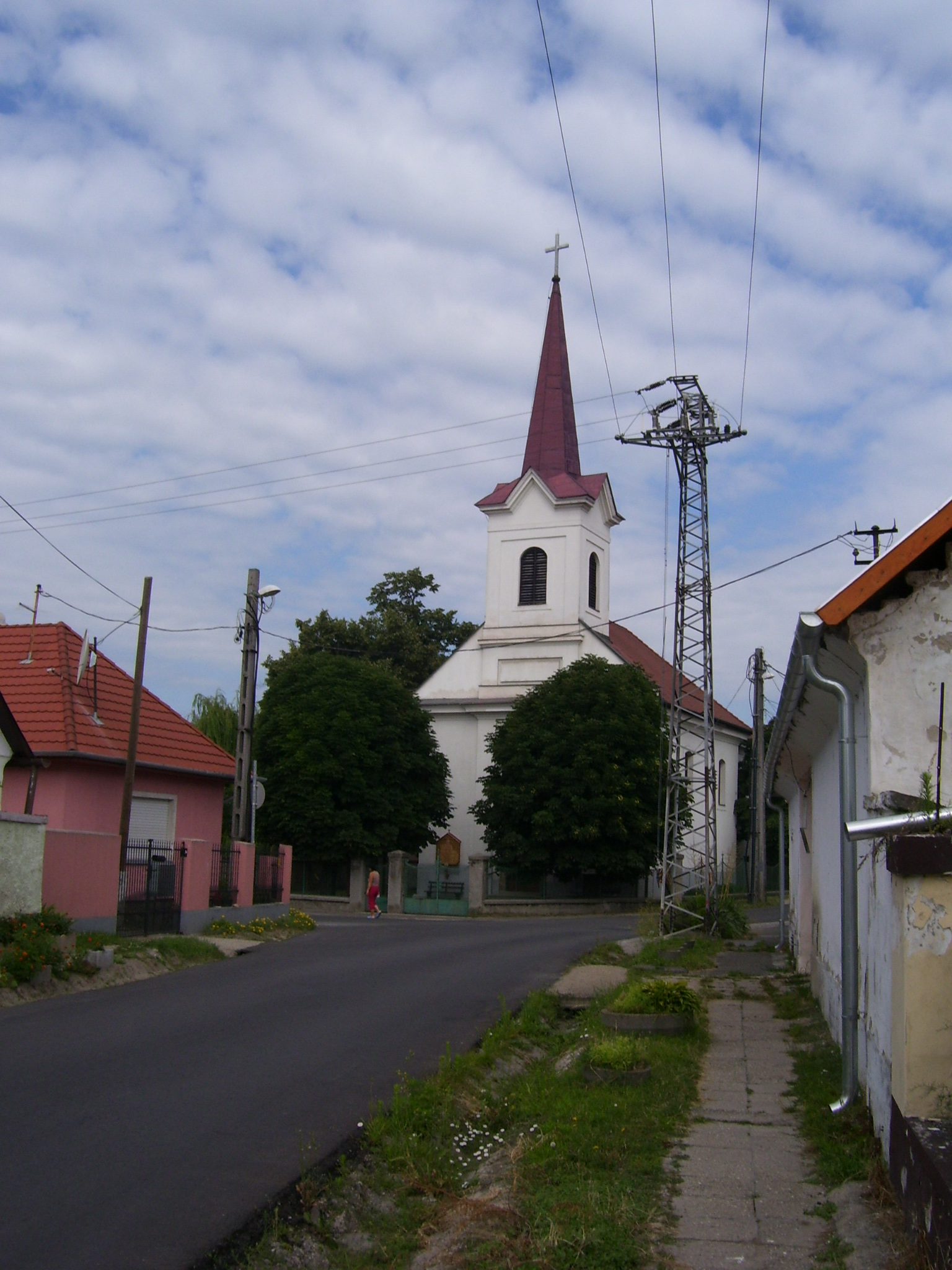
A tahitótfalui Szent István király templom

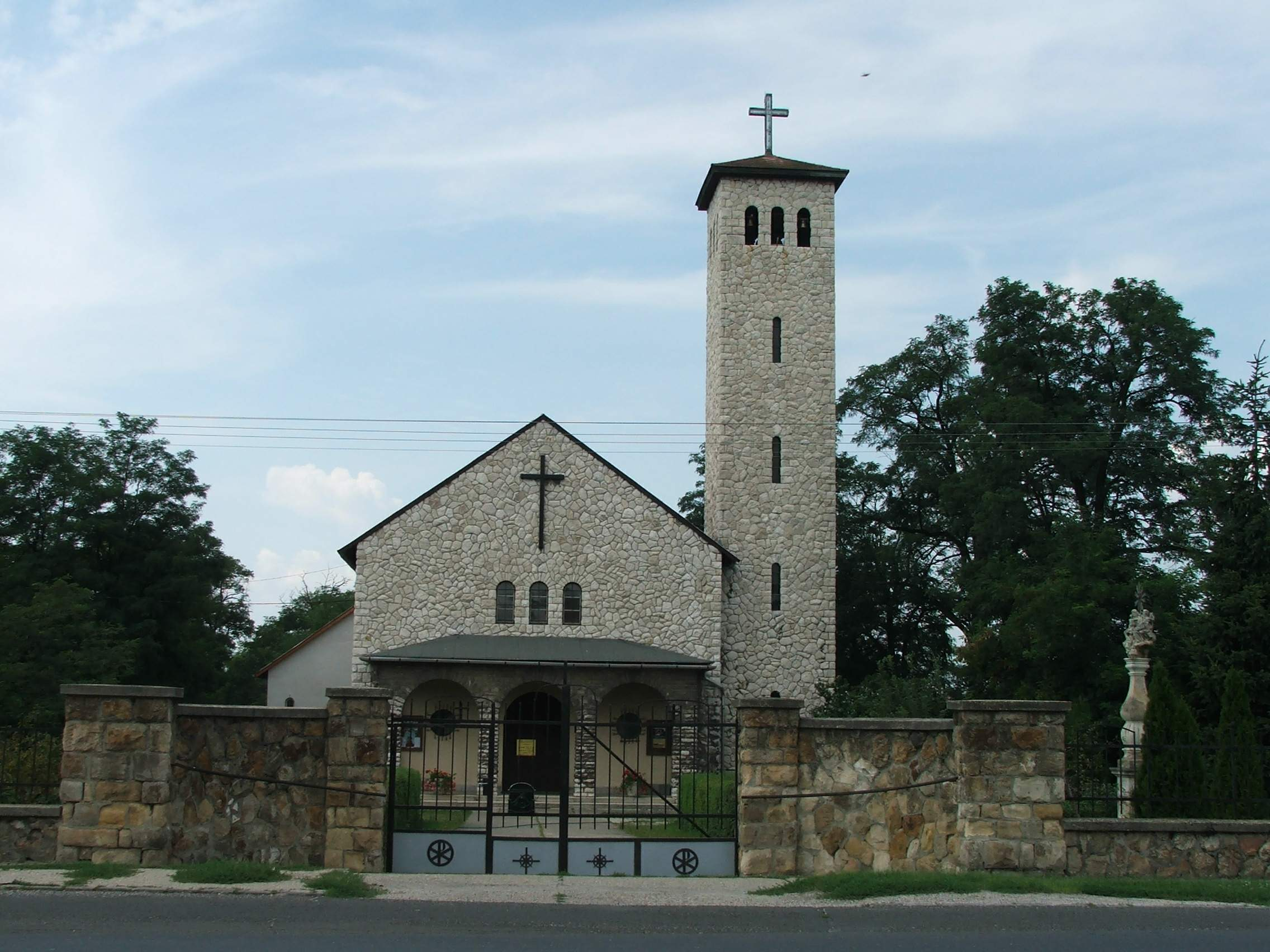
Az esztergom-kertvárosi Szent István király templom

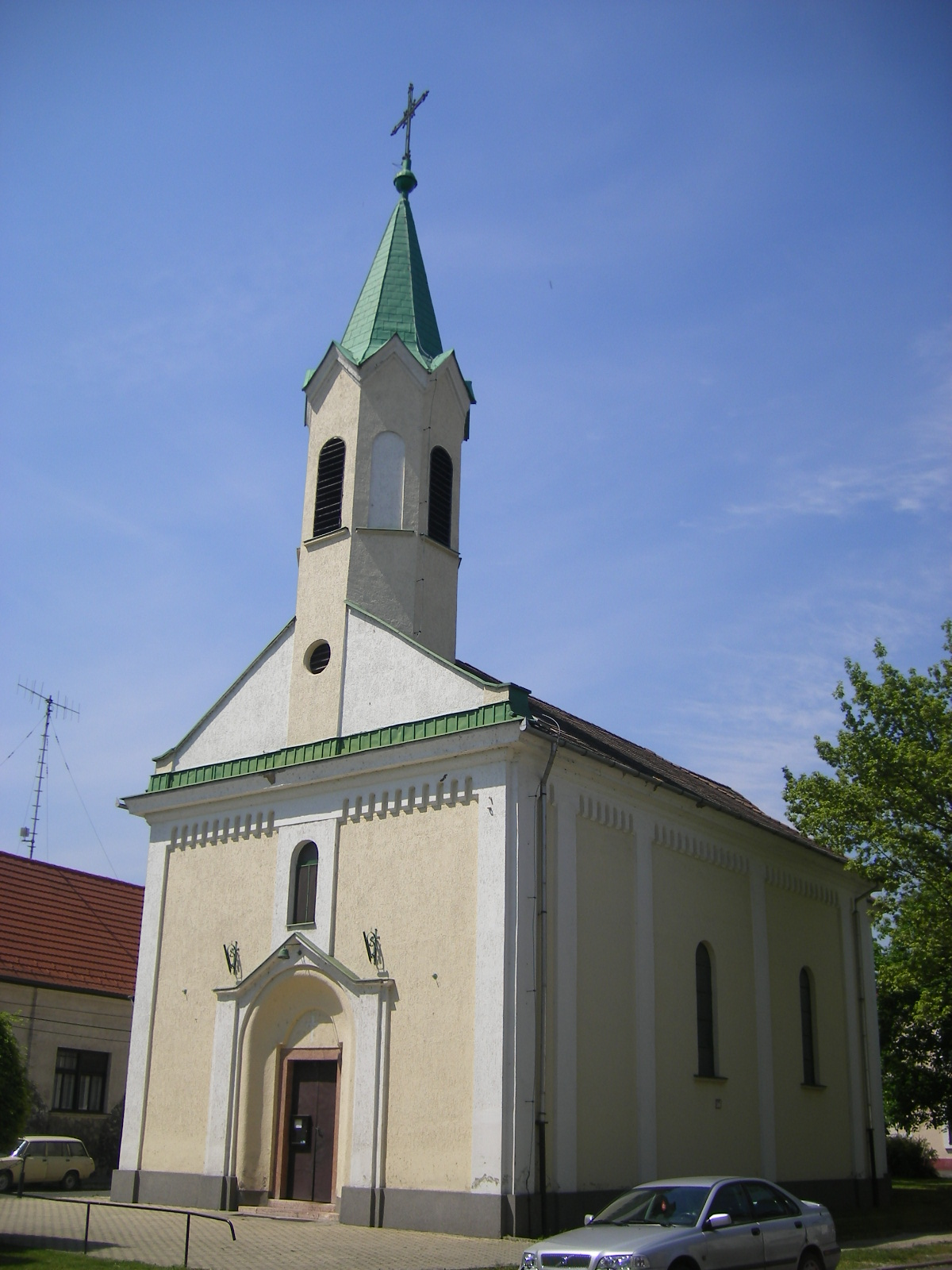
A komáromi Szent István király templom

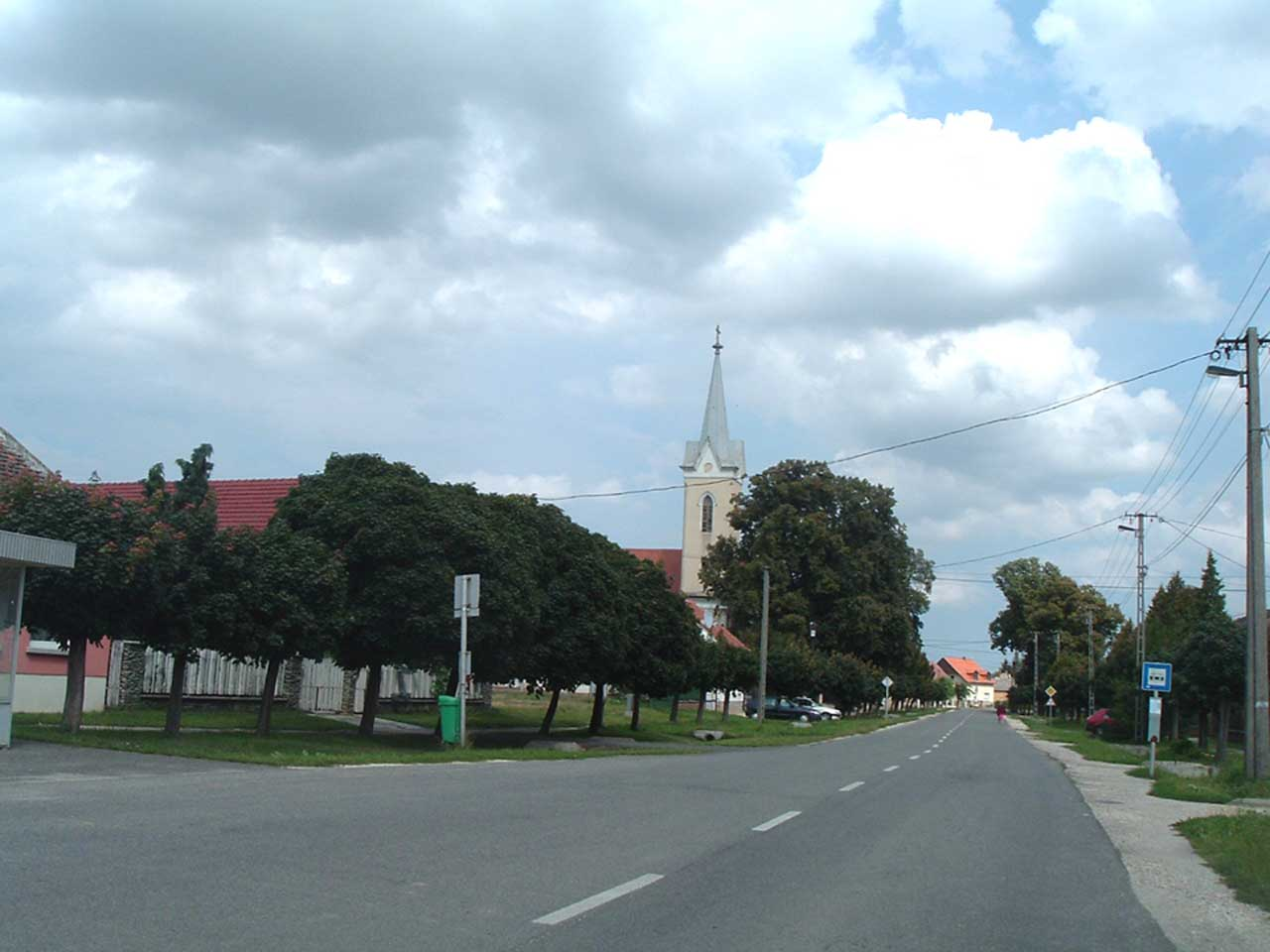
A szombathely-szentkirályi Szent István király templom

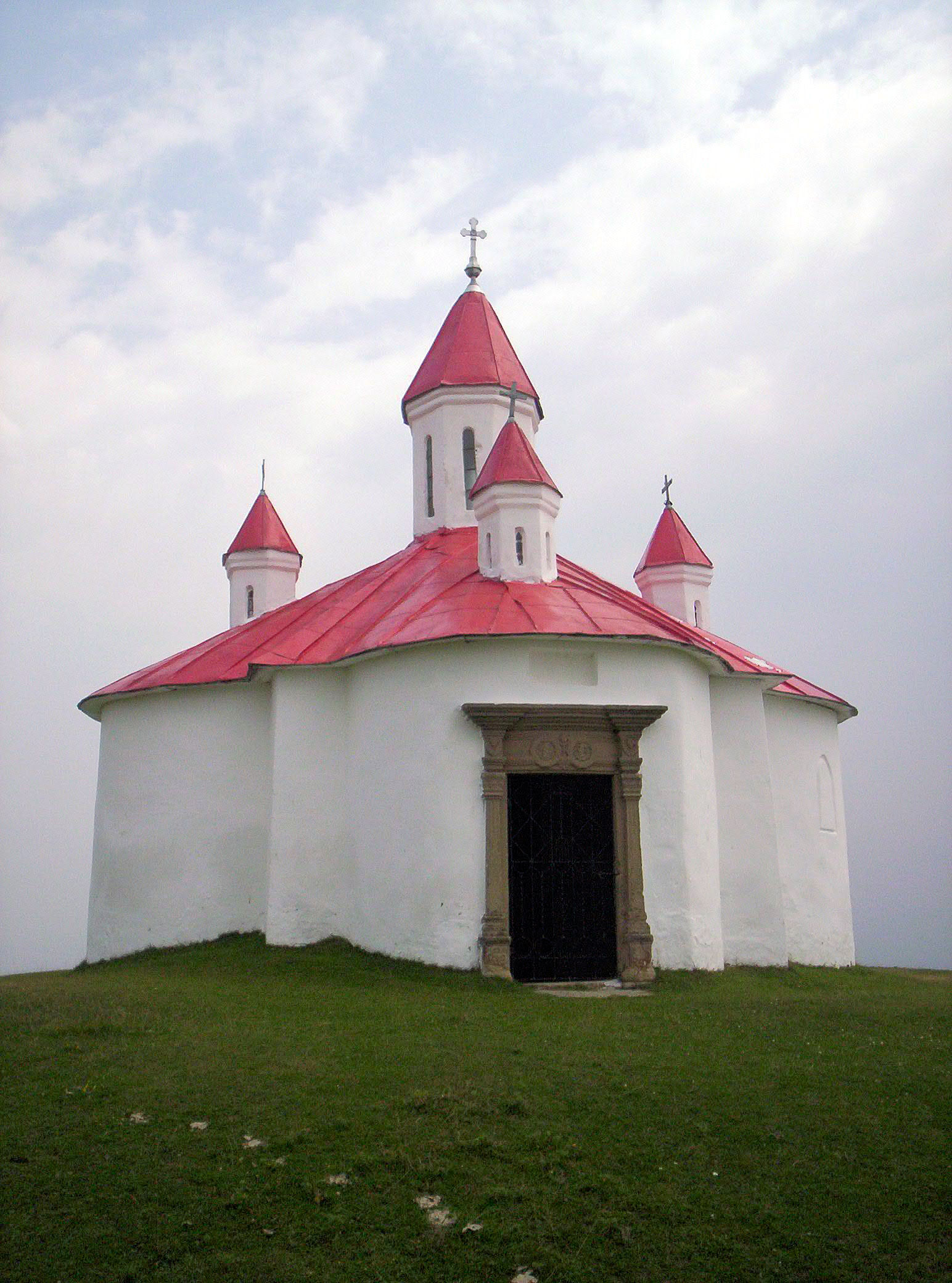
A kézdiszentlélek-perkői Szent István kápolna

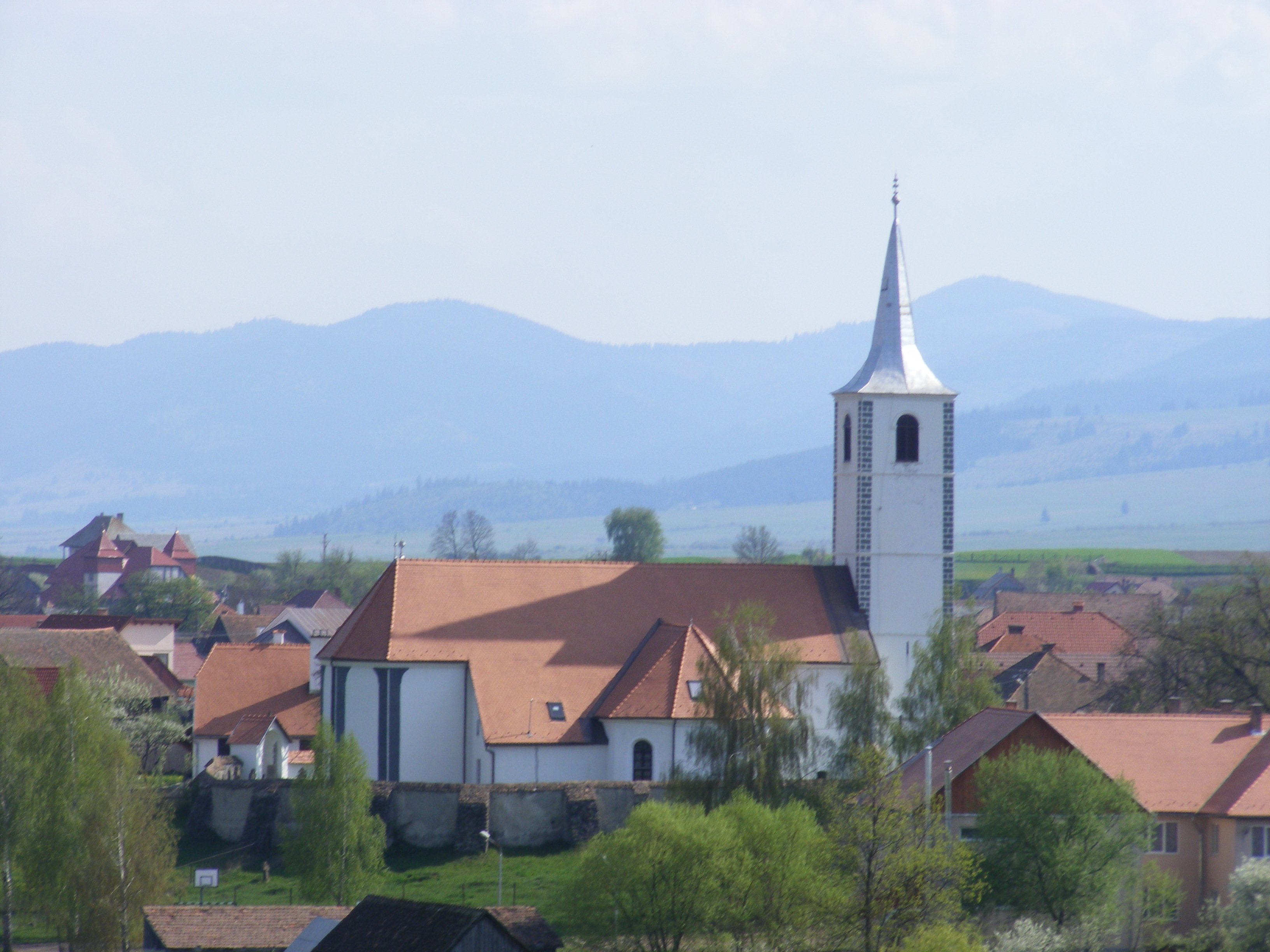
A csíkszentkirályi Szent István király templom

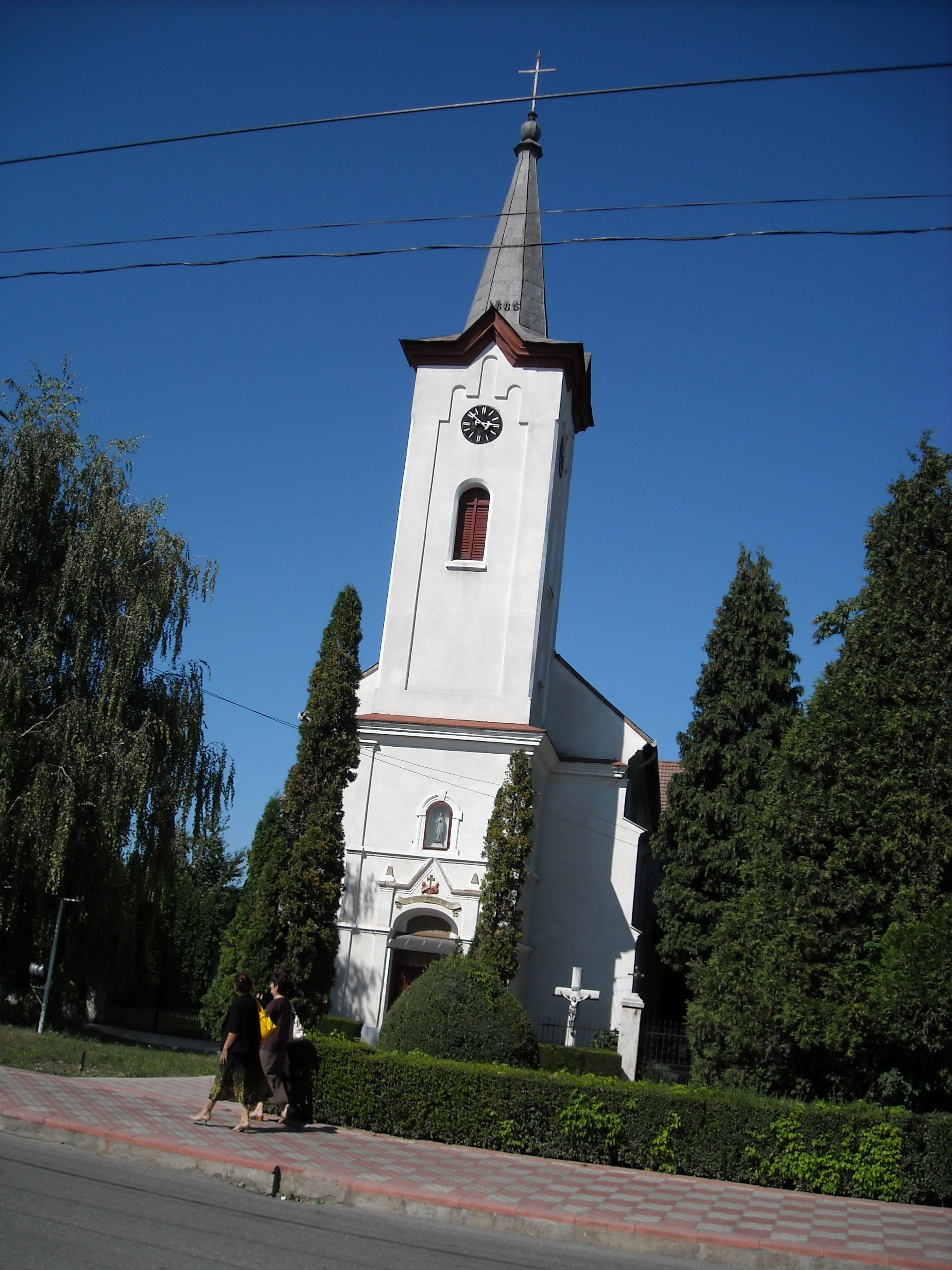
A piskitelepi Szent István király templom

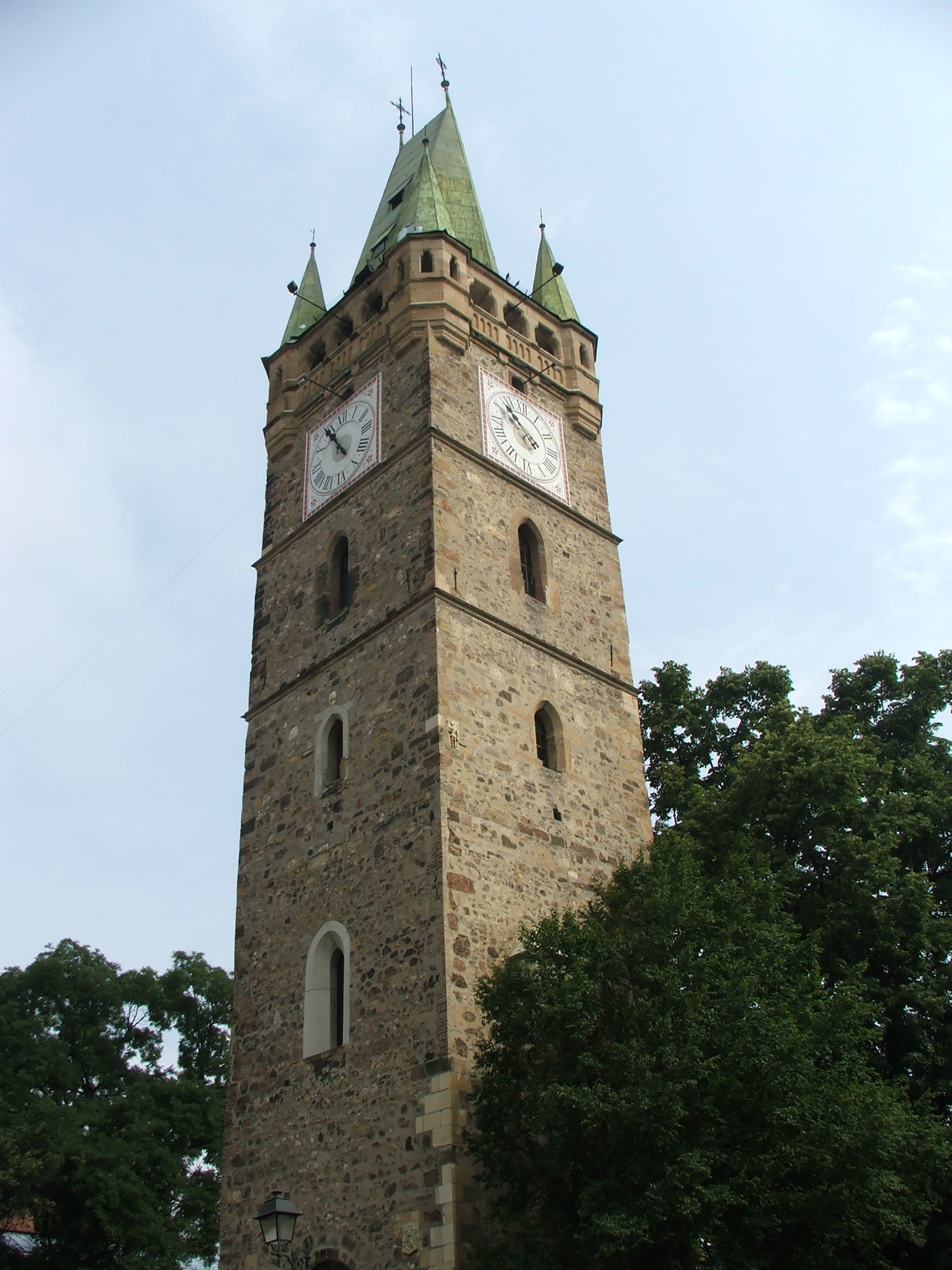
A nagybányai Szent István király templom tornya

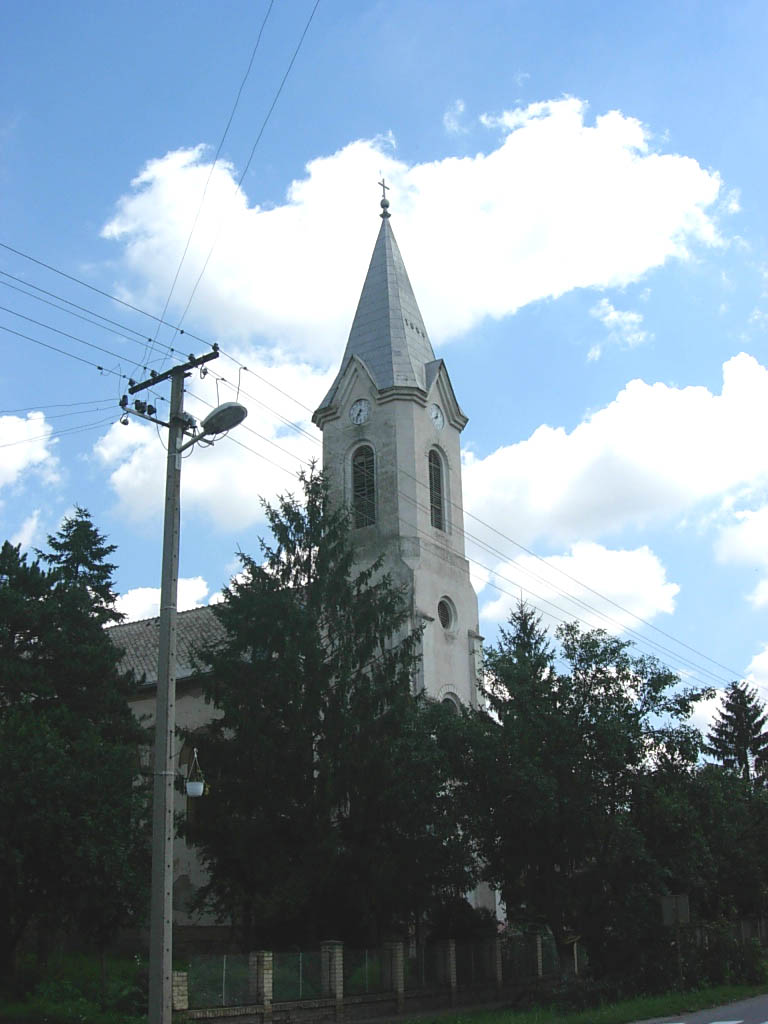
A szajáni Szent István király templom

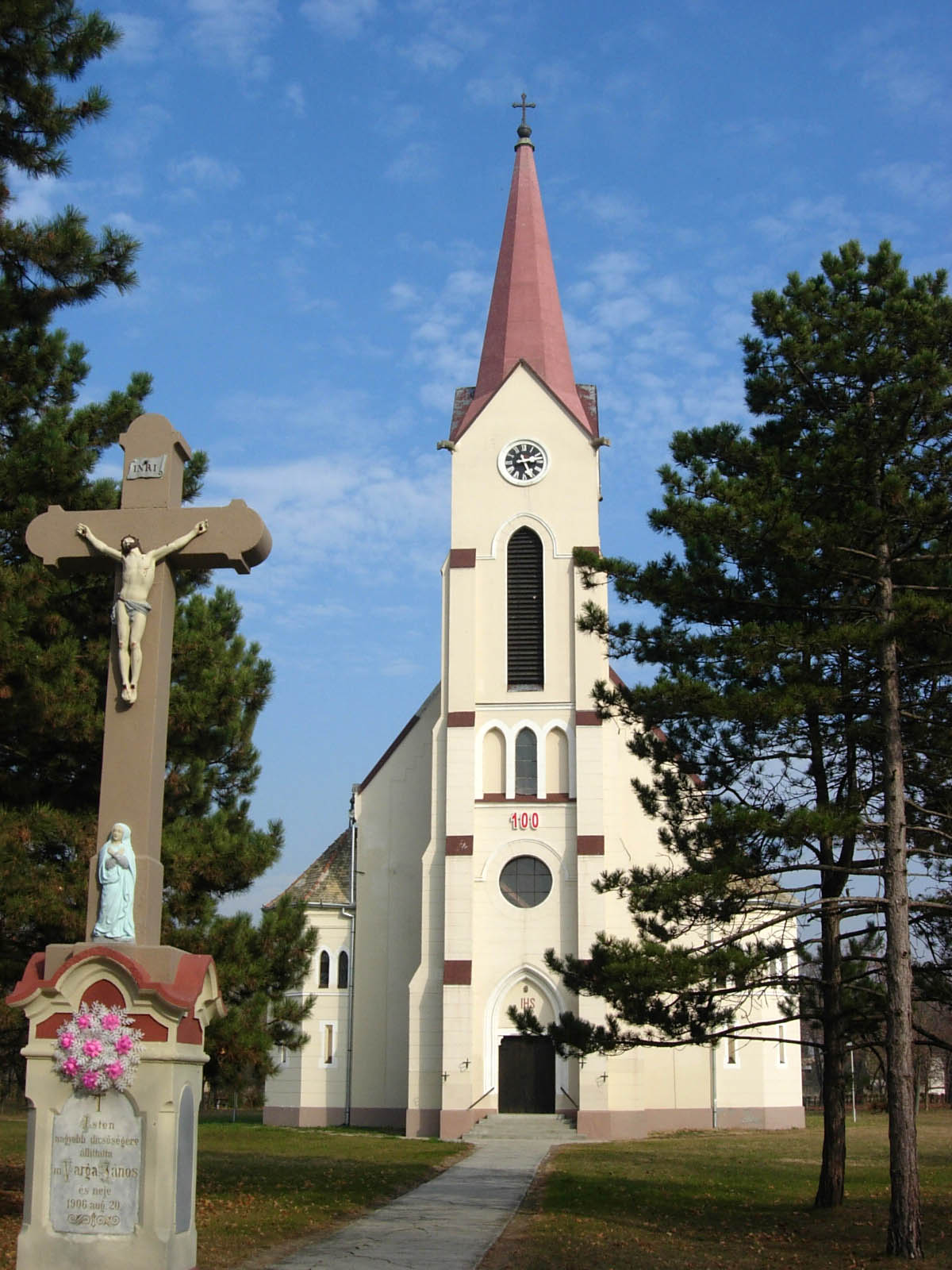
A szilágyi Szent István király templom

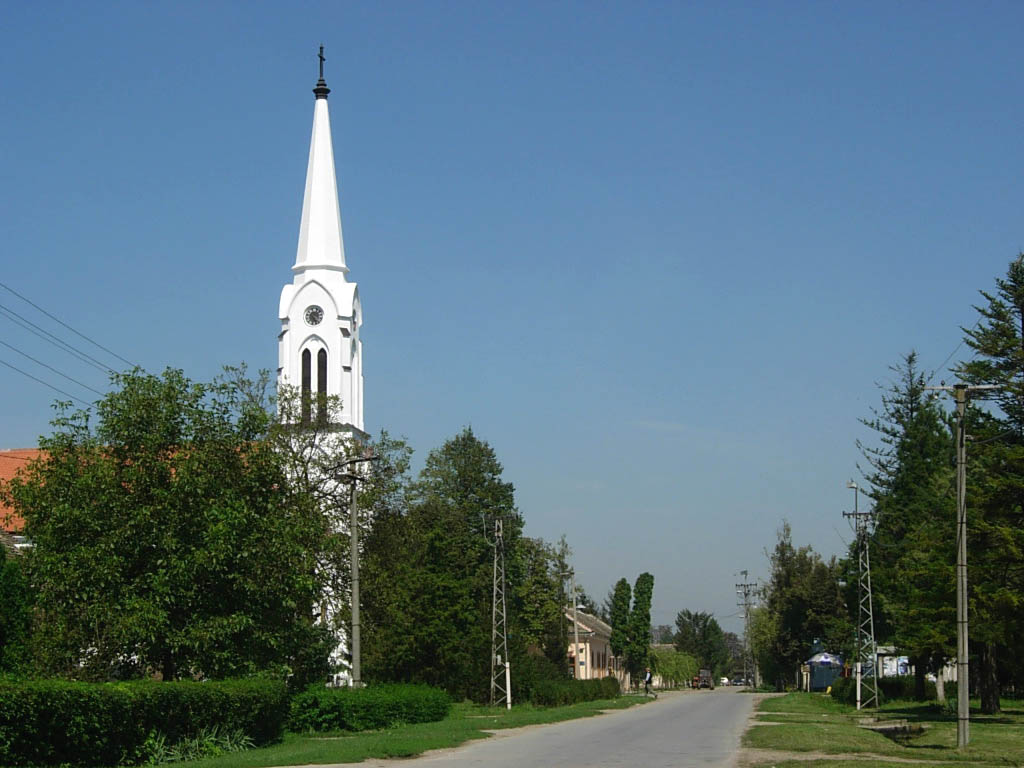
A székelykevei Szent István király templom

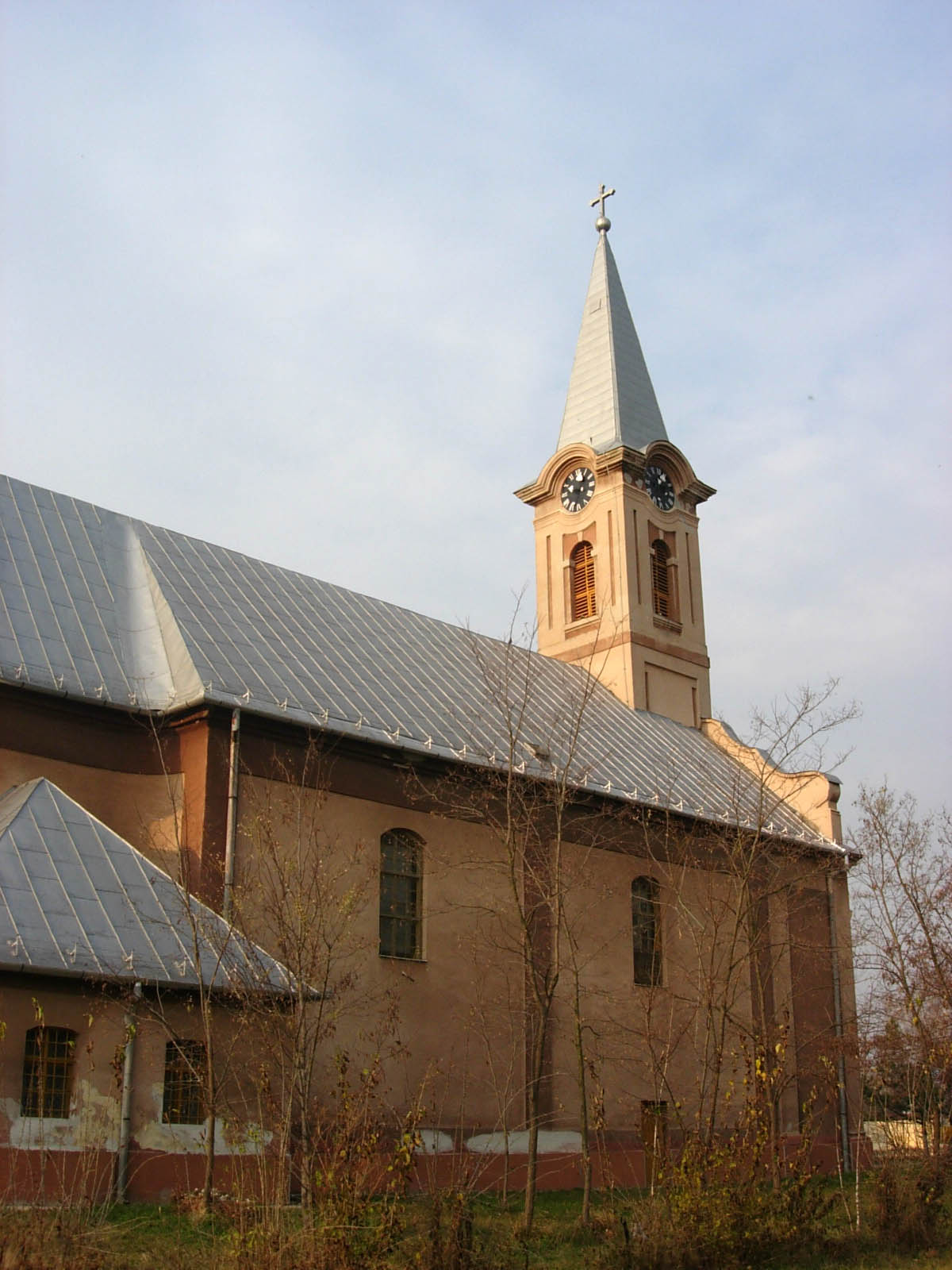
A veprődi Szent István király templom

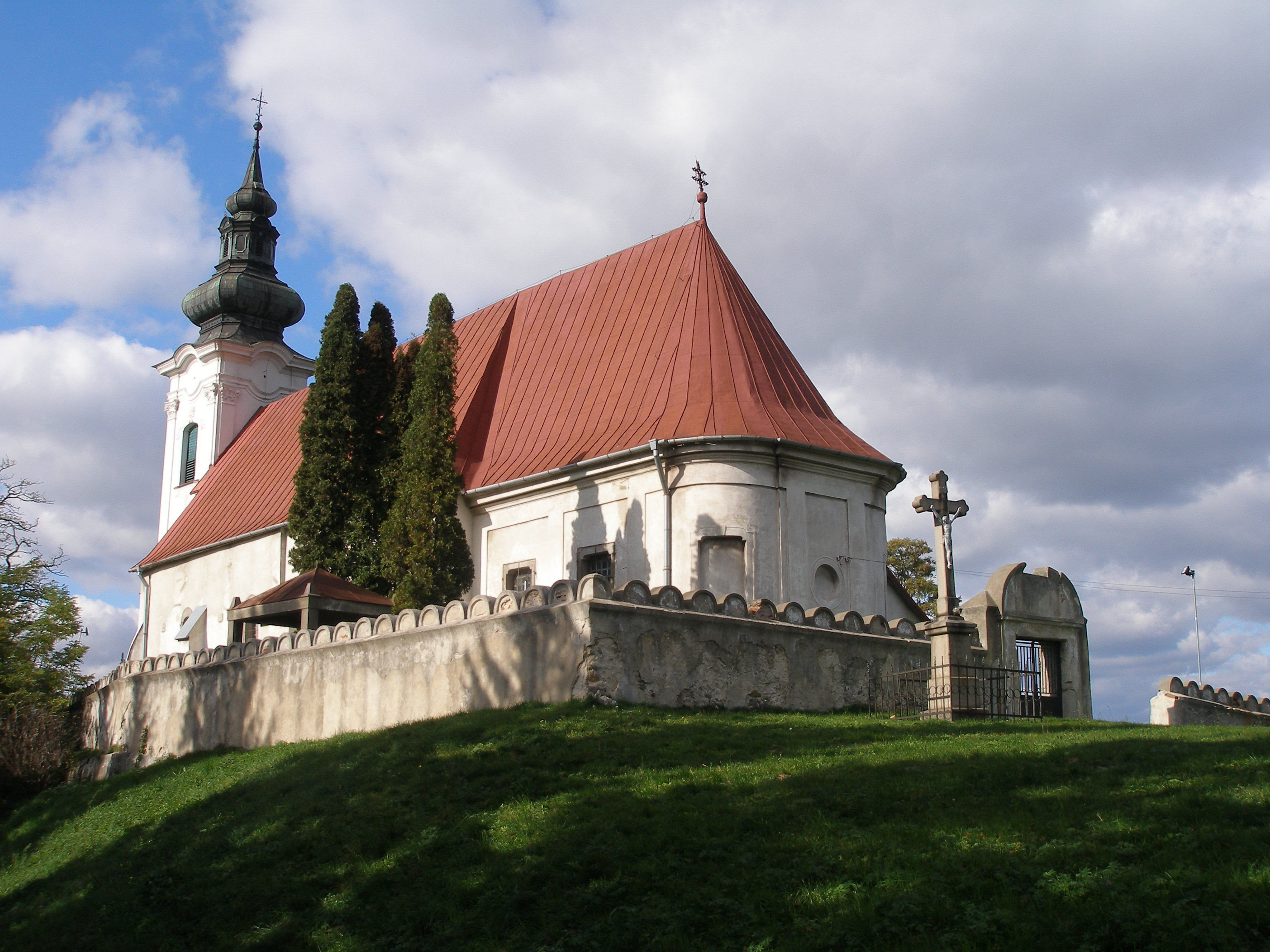
Az eperjes-tótsóvári Szent István király templom

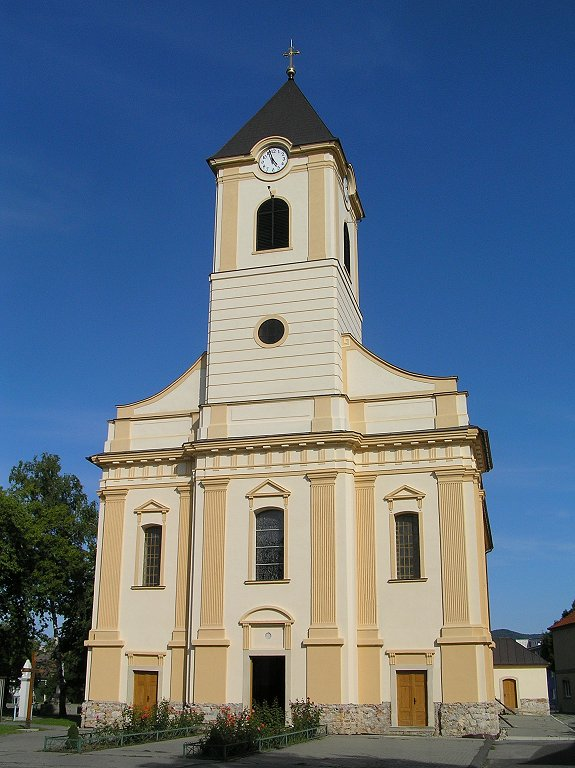
A pöstyéni Szent István király templom

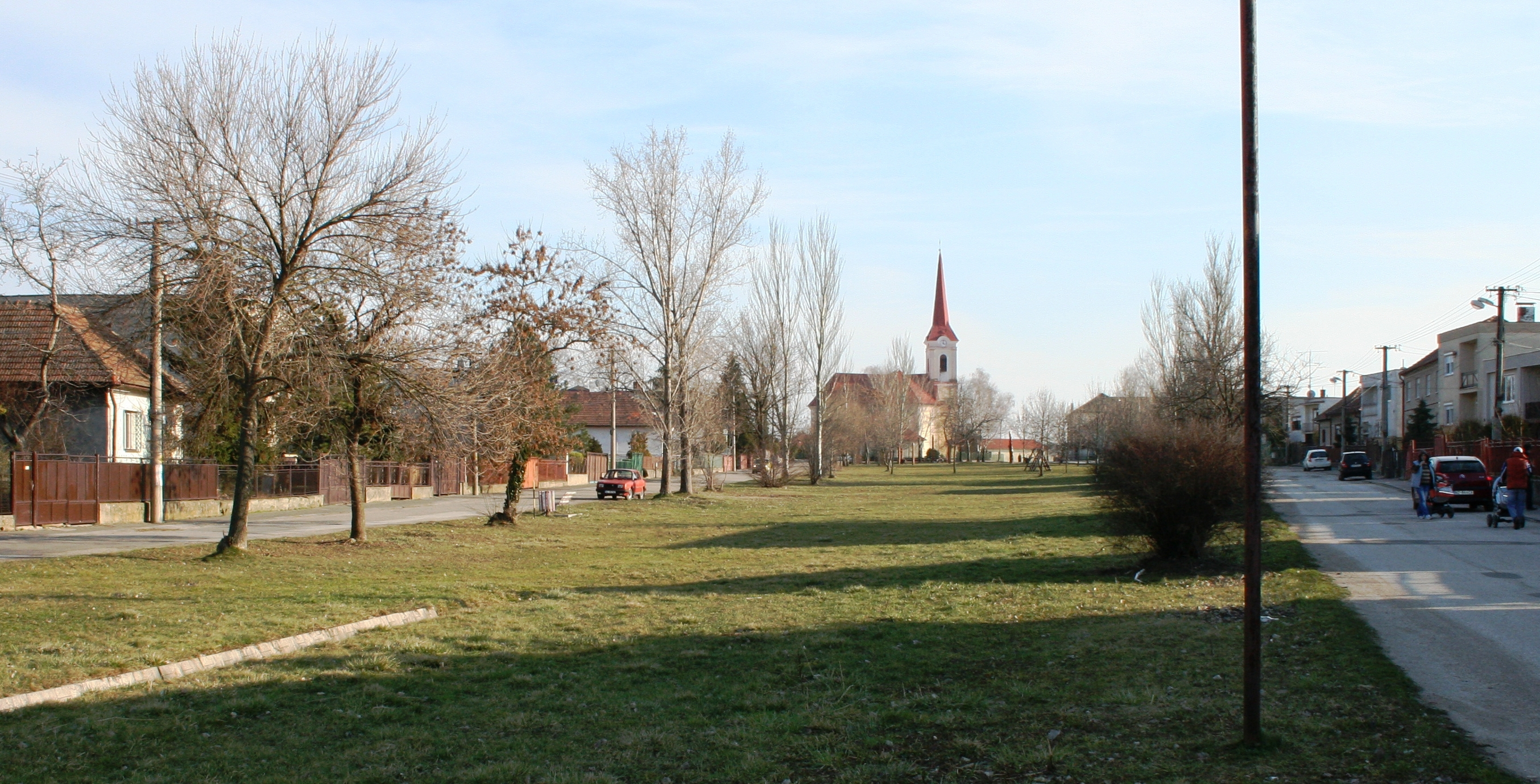
A tardoskeddi Szent István király templom

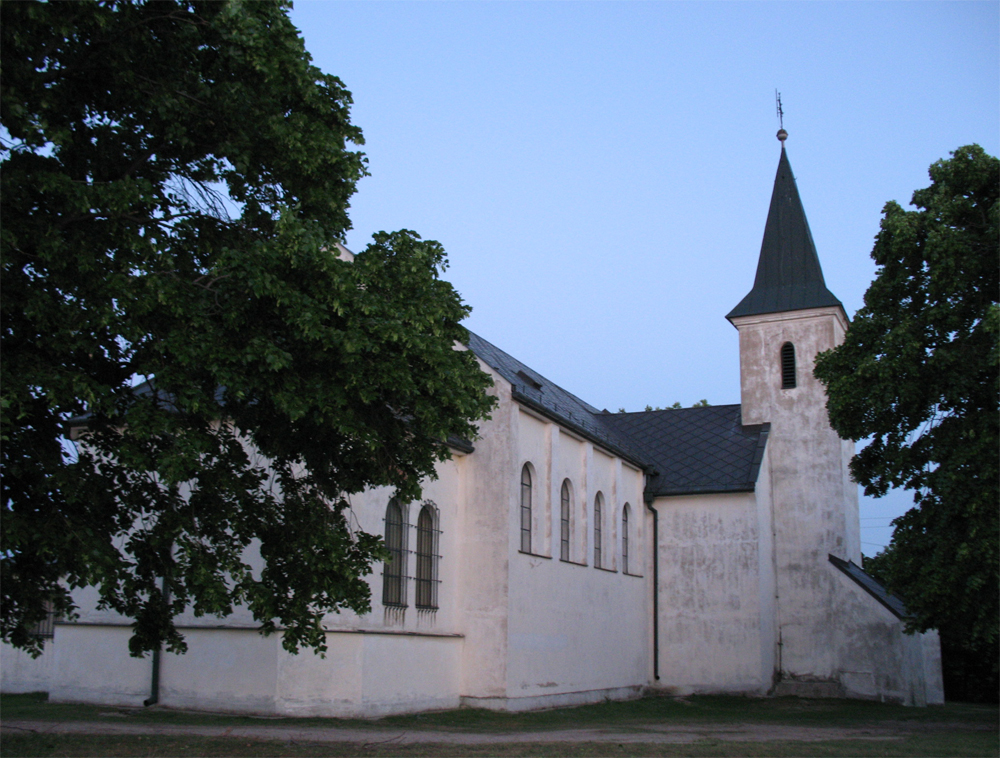
A koloni Szent István király templom

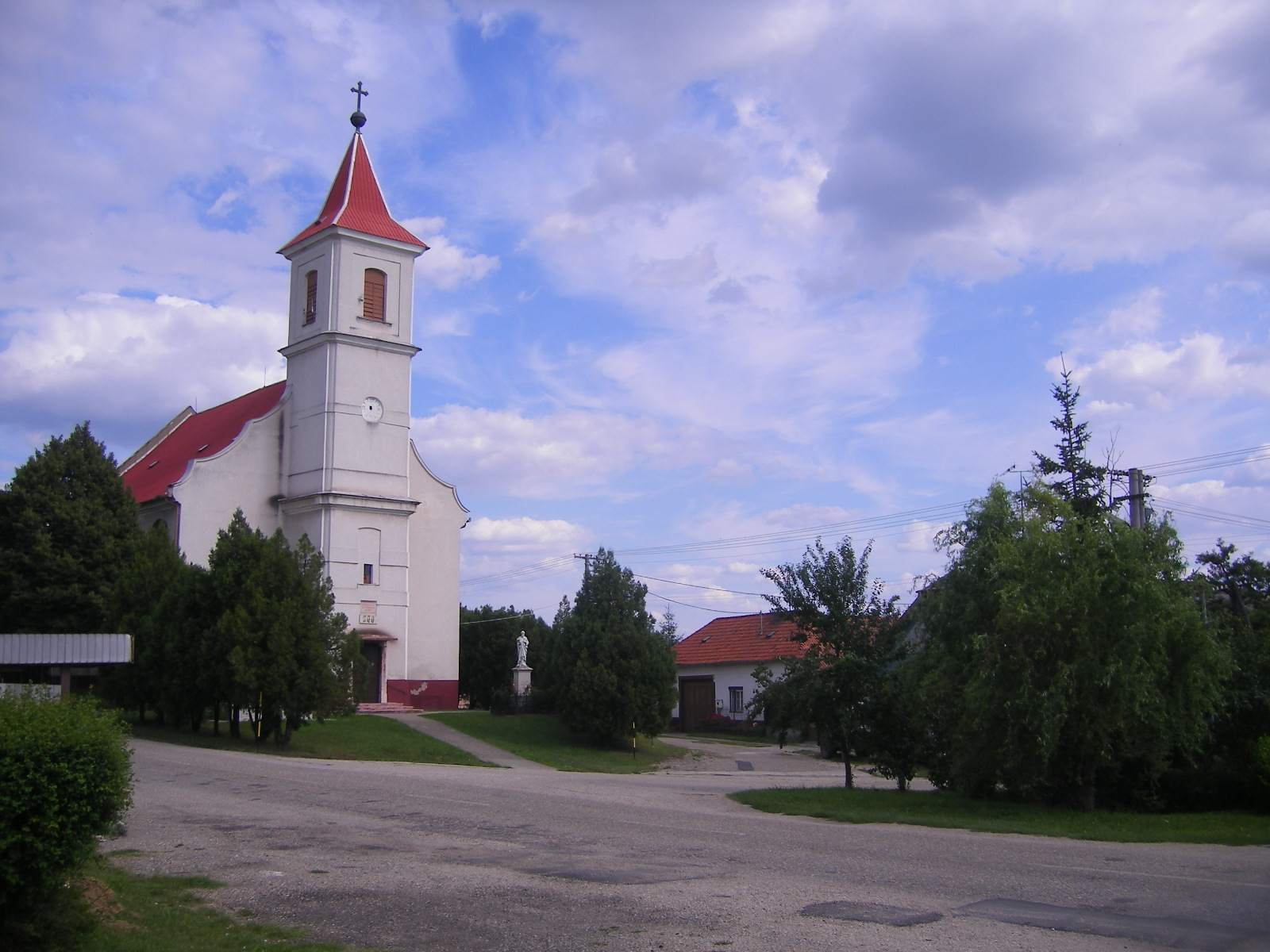
Az ebedi Szent István király templom

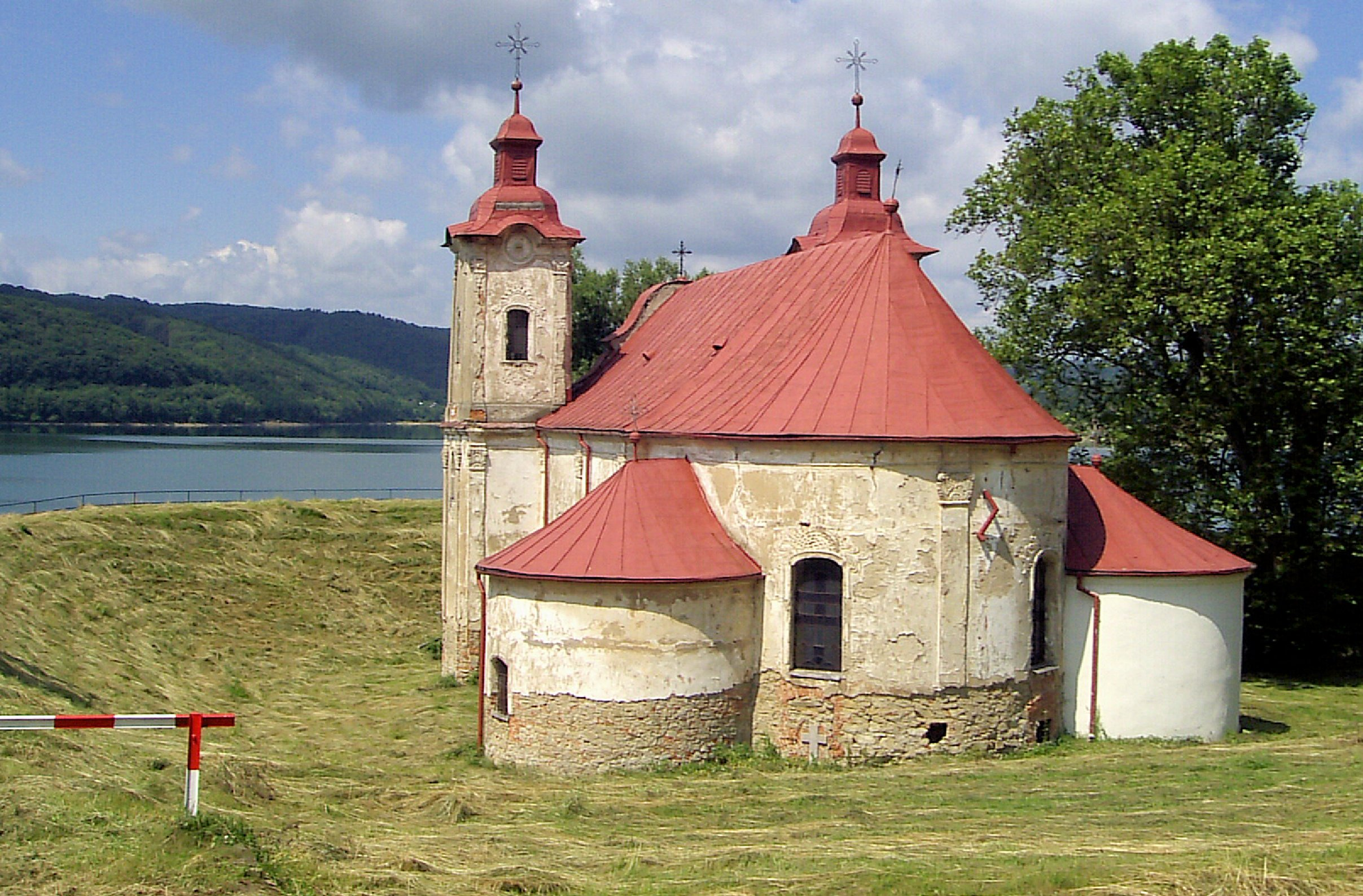
A kelcsei Szent István király templom

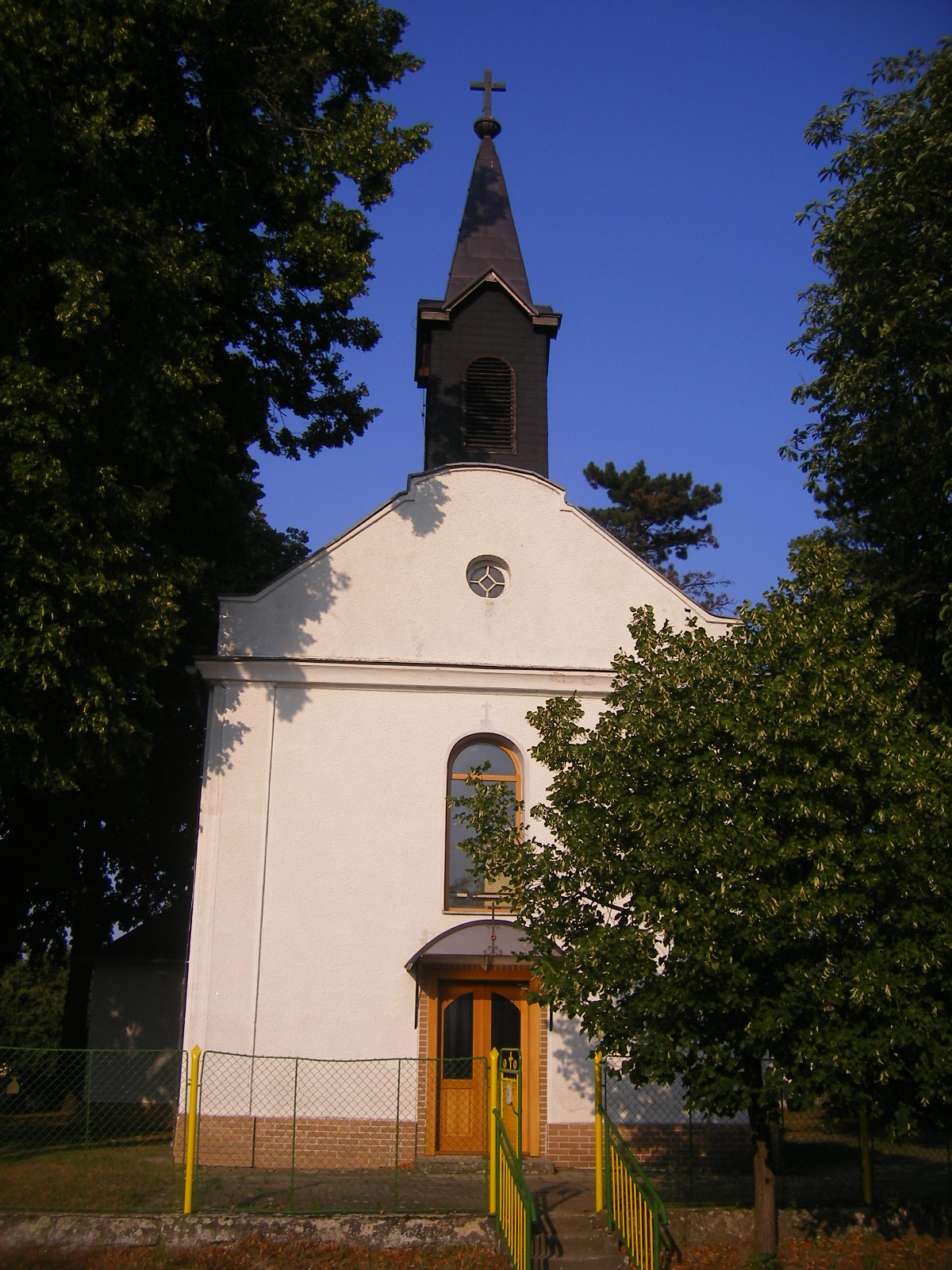
A kóvári Szent István király templom

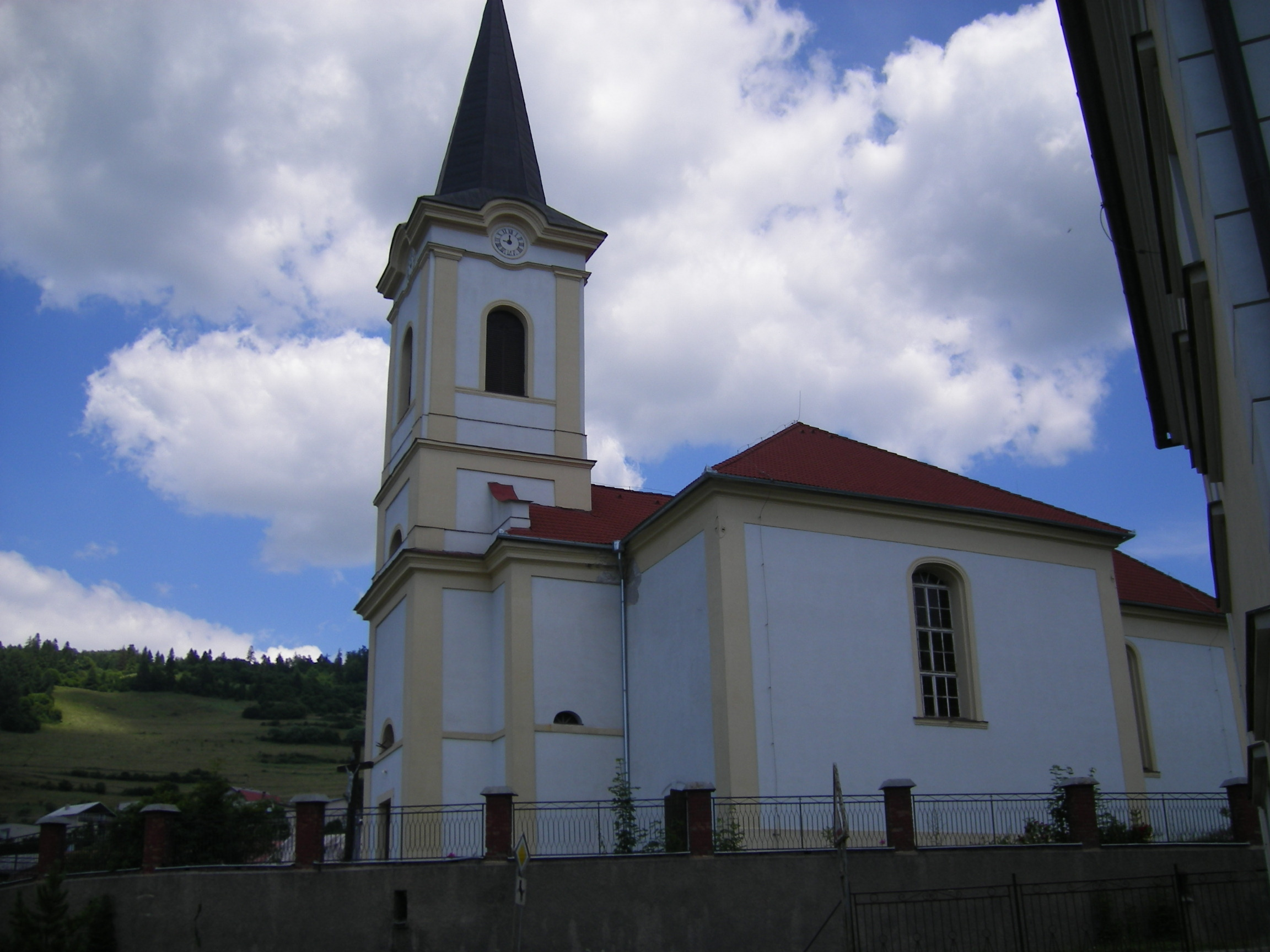
A merényi Szent István király templom

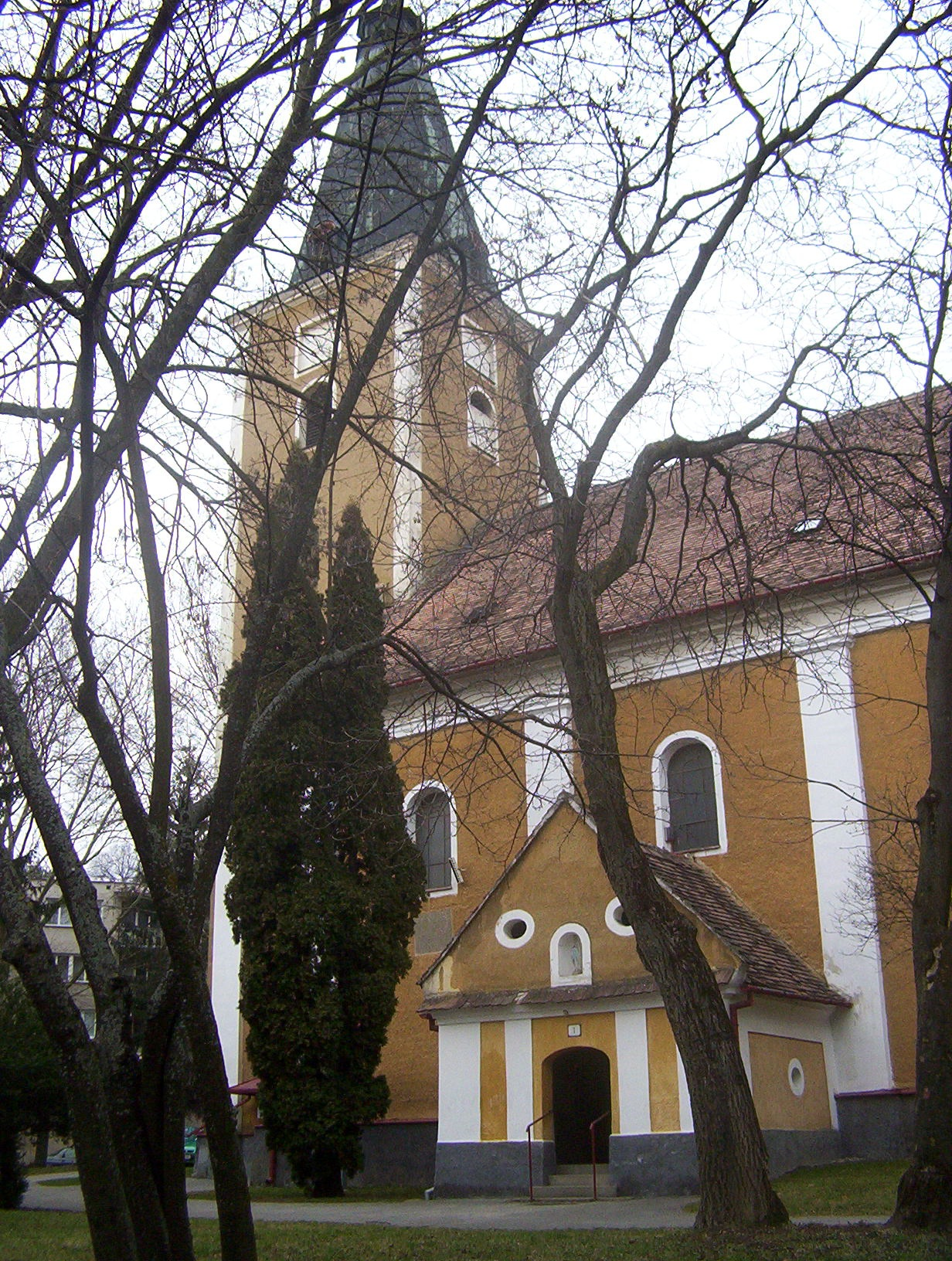
A miavai Szent István király templom

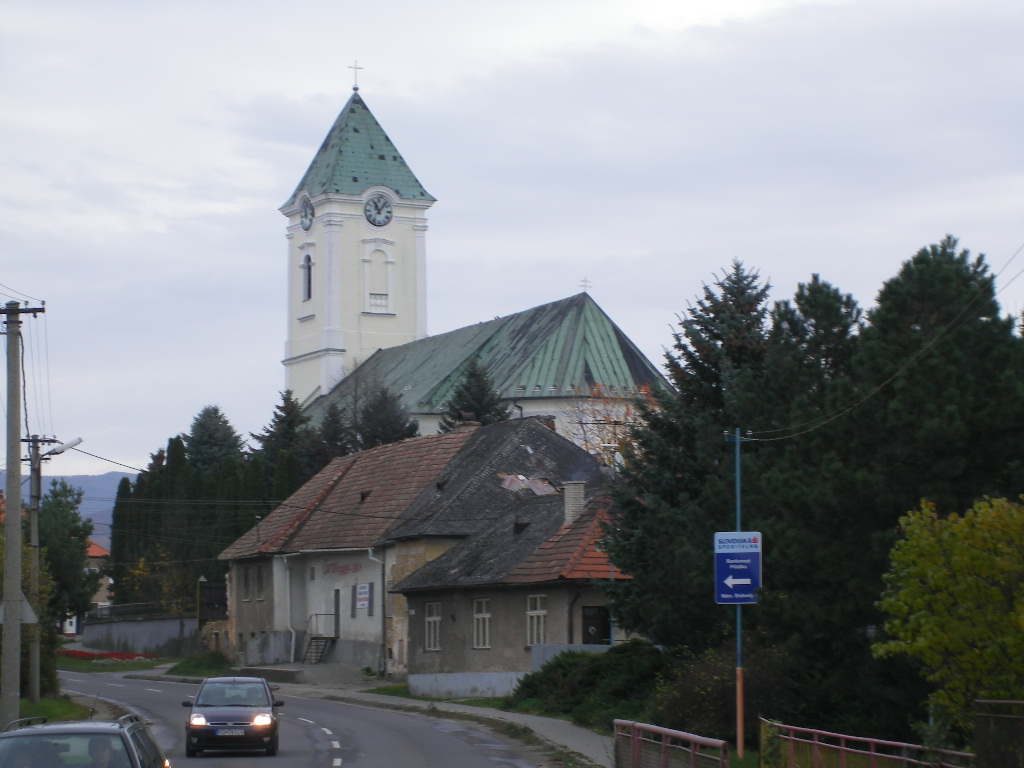
Az oszlányi Szent István király templom

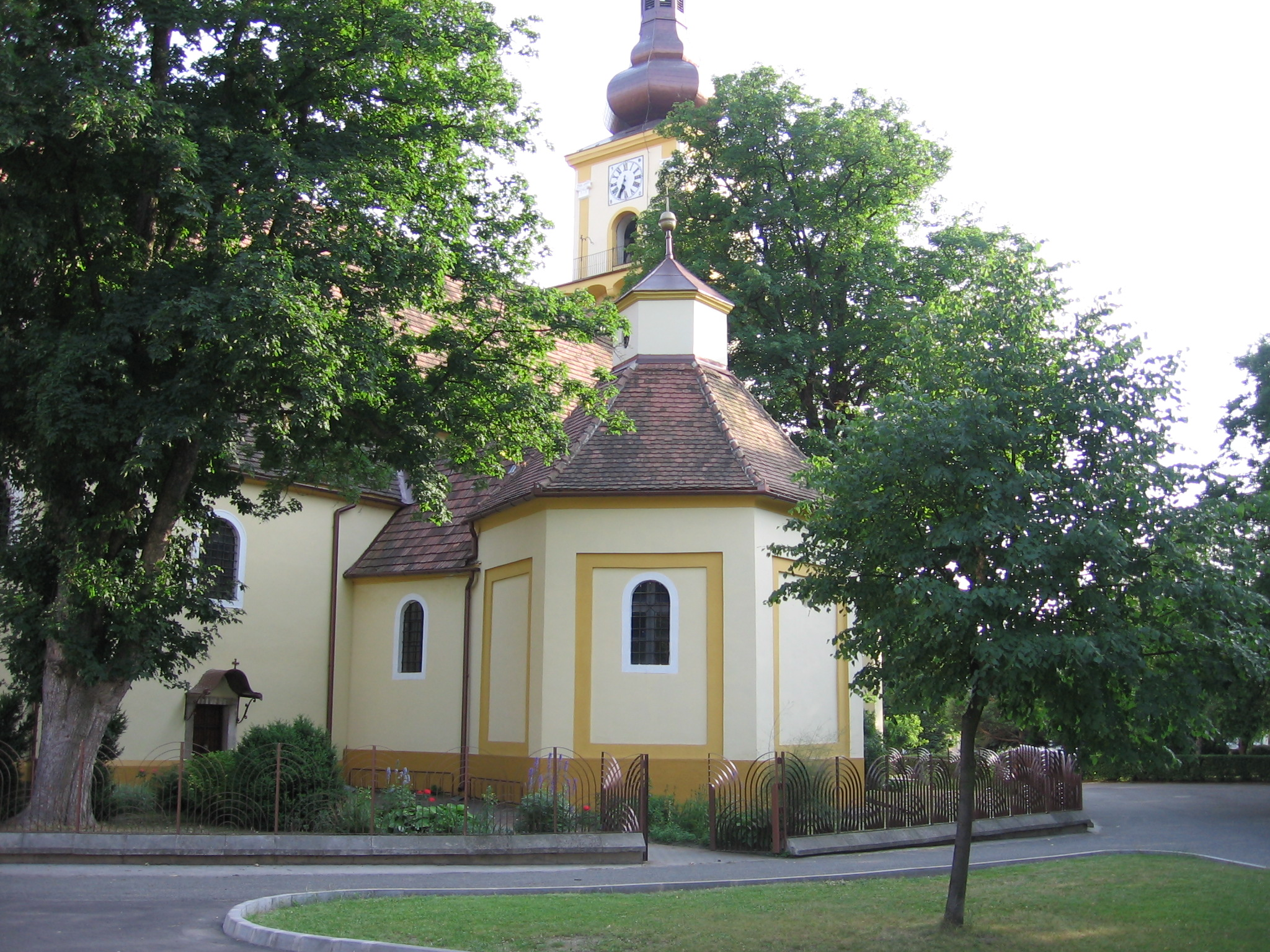
A stomfai Szent István király templom

## Magyarország
- Abaújdevecser, Szent István király templom
- Abony, Szent István király plébániatemplom (1773)[1]
- Agárd,  Szent István király plébániatemplom (1938)
- Ajka, Csingervölgy Szent István király plébániatemplom
- Ajka, Tósokberénd Szent István király plébániatemplom
- Almásfüzitő, Szent István király és Szent Liborius templom
- Alsópetény, Szent István király templom
- Alsóújlak, Szent István király templom
- Andrásfa, Szent István király templom
- Apc, Szent István király templom
- Babarc, Szent István király plébániatemplom (1807)
- Bagod, Szent István király plébániatemplom
- Baja, Szent István király templom (1809)
- Bakonysárkány, Szent István király plébániatemplom (1772)
- Balatonszepezd, Szent István király plébániatemplom
- Bátonyterenye-Maconka, Szent István király templom (15. század)
- Batyk, Szent István király templom
- Bélapátfalva, Szent István király plébániatemplom (1816)
- Berhida-Peremarton, Szent István király templom (1778)
- Bordány, Szent István király templom (1909)
- Borsodnádasd, Szent István király templom (1861)
- Bödeháza- Szentistvánlak, Szent István király templom
- Budakalász, Szentistvántelep Szent István király plébániatemplom (1965)
- Budapest, Szent István-bazilika
- Budapest-Adyliget Szent István király templom (1939)
- Budapest-Budatétény, Szent István király plébániatemplom (1912)
- Budapest IV., Istvántelek Clarisseum - Szent István király plébániatemplom
- Budapest-Soroksár-Újtelep, Szent István király templom
- Budapest-Pestszentlőrinc-Szemeretelep Szent István király plébániatemplom (1938)
- Budapest-Rákosfalva, Szent István király plébániatemplom (1887)
- Budapest, Újpest-Kertvárosi Szent István király plébániatemplom (1946)
- Bugac, Szent István király plébániatemplom
- Csátalja, Szent István király plébániatemplom
- Cserhátsurány, Szent István király plébániatemplom
- Csikéria, Szent István király templom
- Csopak, Szent István király templom
- Dad, Szent István király plébániatemplom (1783)
- Debrecen, Szent István király templom
- Dióskál, Szent István király plébániatemplom
- Dombegyház, Szent István király templom (1885)
- Dömös, Szent István király plébániatemplom (1743)
- Dubicsány, Szent István kápolna
- Dunafalva, Szent István király templom
- Dunaharaszti, Szent István király plébániatemplom
- Dunakeszi, Szent István kápolna
- Écs, Szent István király plébániatemplom
- Egeraracsa, Szent István iskolakápolna
- Egercsehi, Bányatelep Szent István király templom
- Egyházaskozár, Szent István király templom (1996)
- Érd, Parkváros Szent István király plébániatemplom
- Erdőkövesd, Szent István király templom (1741)
- Erk, Szent István király templom (1760)
- Esztergom-Kertváros, Szent István király plébániatemplom (1943)
- Esztergom-Szenttamás, Szent István kápolna
- Fácánkert, Szent István kápolna
- Fajsz, Szent István király plébániatemplom
- Farkaslyuk, Szent István király templom (1926)
- Fedémes, Szent István király templom (1820)
- Felgyő, Szent István király templom
- Fertőendréd, Szent István király plébániatemplom (1908)
- Fót, Szent István király templom (1845)
- Fülpösdaróc, Szent István király templom
- Füzér, Szent István király templom (1737)
- Galvács, Szent István király templom (1860)
- Gellénháza, Szent István király plébániatemplom
- Gencsapáti, Gyöngyösapáti Szent István király templom (1903)
- Gerendás, Szent István király templom (1862)
- Gordisa, Szent István kápolna (1940)
- Göd Alsó plébániatemplom
- Gutorfölde, Szent István király plébániatemplom
- Gyál, Szent István király templom (1983)
- Gyepükaján, Szent István király templom
- Győr, Bácsa Szent István király plébániatemplom
- Györgytarló, Szent István király templom
- Hajdúböszörmény, Szent István király templom (1861)
- Hajta, Szent István király templom (1919)
- Halmaj, Szent István király templom (1800)
- Harta, Szent István király plébániatemplom
- Hatvan Újhatvan plébániatemplom (1929)
- Hejce, Szent István király templom
- Hejőszalonta, Szent István király templom
- Hidján, Szent István király templom (1861)
- Hódmezővásárhely, Szent István király templom
- Homokmégy, Alsómégy Szent István király plébániatemplom
- Hosszúpereszteg, Szent István király templom (1758)
- Isaszeg, Szent István király templom (1962)
- Jágónak, Szent István iskolakápolna
- Jánossomorja, Pusztasomorja Szent István király plébániatemplom (15. század)
- Kalocsa, Jezsuita templom
- Kántorjánosi, Szent István király templom (1953)
- Karancsság, Szent István király templom (1892)
- Karcag, Szent István király plébániatemplom (1901)
- Keléd, Szent István király templom
- Kéleshalom, Szent István király plébániatemplom
- Kemecse, Szent István király templom (1821)
- Kémes, Szent István király plébániatemplom (1931)
- Kerekegyháza, Szent István király plébániatemplom
- Kerkakutas, Szent István király templom
- Kétsoprony, Szent István király templom (1938)
- Királyszentistván, Szent István király templom
- Kiskunfélegyháza, Szent István király plébániatemplom
- Kisnána, Szent István király plébániatemplom (1890)
- Kisszőlős, Szent István kápolna(1762)
- Kistelek, Szent István király templom (1831)
- Kocsér, Szent István király templom (15. század)
- Komárom, Szent István király templom (1891)
- Kőtelek, Szent István király templom (1742)
- Kunadacs, Szent István király plébániatemplom
- Kuncsorba, Szent István király templom
- Kübekháza, Szent István király templom (1880)
- Litér, Szent István király és Lisieuxi Szent Teréz templom
- Magyarszerdahely, Szent István király plébániatemplom
- Makó, Szent István-plébániatemplom (1772)
- Makó, Szent István-kápolna (2008)
- Mályi, Szent István király templom (1774)
- Martonfa, Szent István király templom (1874)
- Mátraszentistván, Szent István király templom (1935)
- Mecseknádasd, Szent István király templom (11. század)
- Medgyesbodzás, Szent István király templom (1873)
- Mezőcsát, Szent István király templom (1895)
- Mikófalva, Szent István király templom (1746)
- Miskolc, Selyemréti Szent István római katolikus templom (1943)
- Miskolc, Diósgyőr-vasgyári római katolikus templom (1908)
- Mohács, Ferences templom (1743)
- Mucsi, Szent István király plébániatemplom (1783)
- Nagyalásony, Szent István király templom
- Nagybakónak, Szent István király templom
- Nagybörzsöny, Szent István király templom (13. század)
- Nagycenk, Szent István király plébániatemplom (1864)
- Nagydobsza, Szent István király plébániatemplom
- Nagydorog, Szent István király plébániatemplom (1934)
- Nagygeresd, Szent István király templom
- Nagyrada, Szent István király plébániatemplom
- Nagyvázsony, Szent István király templom
- Napkor, Szent István király templom (1761)
- Nemessándorháza, Szent István király kápolna
- Nemesvita, Szent István király plébániatemplom
- Nyim, Szent István király templom
- Nyíregyháza-Nyírszőlős, Szent István király templom (1929)
- Nyírkarász, Szent István király templom (1860)
- Nyírvasvári, Szent István király templom (1798)
- Oltárc, Szent István király templom
- Ormosbánya Rudolftelep Szent István király templom
- Ostoros, Szent István király plébániatemplom
- Ozora, Szent István király plébániatemplom (1728)
- Őcsény, Szent István király és Boldog Mór plébániatemplom (1939)
- Őrhalom, Szent István király plébániatemplom (1937)
- Pápa-Tapolcafő, Szent István király templom
- Pápanyőgér, Szent István király templom
- Pápateszér, Szent István király kápolna
- Pátyod, Szent István király templom (1938)
- Pécs, Szent István király plébániatemplom (1944)
- Peremarton-Gyártelep Szent István király templom
- Perkupa, Szent István király templom (1865)
- Pethőhenye, Szent István király templom
- Pethőhenye, Hegyi kápolna
- Pinkaszentkirály, Szent István király templom
- Polgárdi, Szent István király plébániatemplom (1930)
- Pomáz, Szent István király plébániatemplom (1770)
- Pusztacsó, Szent István király templom
- Rábatamási, Szent István király plébániatemplom (1893)
- Rácalmás, Szent István király plébániatemplom (1971)
- Rakamaz, Szent István király templom (1734)
- Recsk, Szent István király plébániatemplom (1894)
- Répcelak, Szent István király templom
- Rudabánya, Szent István király templom (1913)
- Rudolftelep, Szent István király templom (2002)
- Sajószentpéter, Szent István király templom (1765)
- Sárospatak, Apróhomok Szent István király templom
- Sátoraljaújhely, Szent István király templom (1795)
- Somlójenő, Szent István király templom
- Somsály, Szent István király templom (1934)
- Sopron, Szent István király plébániatemplom
- Söjtör, Gene-hegy Szent István kápolna
- Sülysáp-Tápiósáp, Szent István király templom
- Sümegprága, Szent István király templom
- Szabadszentkirály, Szent István király plébániatemplom (1849)
- Szajol, Szent István király templom
- Szakony, Szent István király plébániatemplom
- Szanticska, Szent István király templom
- Szatymaz, Szent István király templom (1901)
- Százhalombatta, Szent István király templom
- Szebény, Szent István király plébániatemplom (1775)
- Szentistván, Szent István király plébániatemplom (1754)
- Szentkirályszabadja, Szent István király plébániatemplom
- Székesfehérvár, Szent István székesegyház (1771)
- Szentkirály, Szent István király plébániatemplom
- Szentpéterfölde, Szent István király templom
- Szilvágy, Szent Jobb templom
- Szombathely, Szentkirály Szent István király plébániatemplom (1881)
- Tahitótfalu, Szent István király templom (1813)
- Taktakenéz, Szent István király templom
- Taktaszada, Szent István király templom (1866)
- Tápiósáp, Szent István király plébániatemplom (1748)
- Tarnabod, Szent István király templom
- Tatabánya, óvárosi bányásztemplom
- Tatabánya, Alsógalla, Szent István király templom
- Telki, Szent István király templom
- Tés, Szent István király plébániatemplom
- Tiszaalpár, Szent István király plébániatemplom
- Tiszacsermely, Szent István király templom (1928)
- Tiszaföldvár, Szent István király plébániatemplom (1894)
- Tiszafüred, Kócsújfalu Szent István király templom
- Tiszalúc, Szent István király templom (1943)
- Tiszapalkonya, Szent István király templom (1823)
- Tótkomlós,  Szent István király templom (1938)
- Újszász, Szent István király plébániatemplom (1885)
- Váchartyán, Szent István király plébániatemplom (13. század)
- Vadosfa, Szent István király templom (1754)
- Vámospércs, Szent István király templom
- Vámosújfalu, Szent István-kápolna
- Várpalota-Inota, Szent István király plébániatemplom
- Vasalja-Pinkaszentkirály, Szent István király templom
- Vát, Szentkút Szent István király kápolna
- Velemér, Szentháromság és Szent István király templom (13. század)
- Velence, Szent István király plébániatemplom (1830)
- Végegyháza, Szent István király templom (1914)
- Veszprém, ferences templom
- Viszák, Szent István király iskolakápolna
- Vönöck, Szent István király templom
- Zalameggyes, Szent István király templom
- Zemplénagárd, Szent István király templom (1932)
- Zomba, Szent István király plébániatemplom (1766)
- Zselickislak, Szent István király plébániatemplom

## Amerikai Egyesült Államok
- Chicago, Illinois Szent István király templom
- New York City, Szent István király plébániatemplom
- Passaic, New Jersey Szent István király templom (1903)

## Ausztria
- Királyfalva Szent István király templom (1759)
- Vasdobra, Szent István király templom (1591)

## Horvátország
- Beszter (Bistrinci) Szent István király templom (1813) [2]
- Újgradiska (Nova Gradiška) plébániatemploma 1982-ig Szent István királynak volt szentelve.[3]
- Szlatinik (Slatinik Drenjski) Szent István király templom [4]
- Torčec Szent István király templom (1842) [5]
- Zágrábi katedrális

## Kanada
- Hamilton, Szent István király plébániatemplom

## Olaszország
- Róma Santo Stefano Rotondo templom, Szent István király kápolna

## Románia
- Ajnád, Szent István király templom (1846)
- Aranyosgyéres, Gyéresszentkirály Szent István király templom
- Ákosfalva, Szent István király plébániatemplom (1862)
- Bethlen, Szent István király plébániatemplom (1893)
- Borszék, Szent István király plébániatemplom (1910)
- Borzont, Szent István király templom (1938)
- Bükkhavas, Szent István király templom (2000)
- Csicsókeresztúr, Szent István király plébániatemplom (13. század)
- Csíkszentkirály, Szent István király plébániatemplom (12. század)
- Csíkszereda, Hargitafürdő Szent István kápolna (20. század eleje)
- Csomaköz, Szent István király plébániatemplom (1815)
- Csöb, Szent István király templom (1836)
- Disznajó, Szent István király templom (1785)
- Gyergyóbékás, Szent István király plébániatemplom (1903)
- Gyergyóremete, Kicsibükk Szent István király templom
- Gyergyószentmiklós, Szent István király templom
- Hidegség, Szent István király plébániatemplom
- Józsefháza, Szent István király plébániatemplom (1875)
- Kézdiszentlélek, Perkő Szent István kápolna (1736)
- Kicsibükk, Szent István király kápolna (1938)
- Királydaróc, Szent István király plébániatemplom
- Kovászna, Szent István király plébániatemplom (15. század)
- Magyarpatak, Szent István király plébániatemplom (1894)
- Mezőbánd, Szent István király templom (1884)
- Mezőszengyel, Szent István király plébániatemplom (1785)
- Mikháza, Szent István király ferences plébániatemplom (1666)
- Mikóújfalu, Szent István király plébániatemplom (1836)
- Nagybánya, Szent István király templom (csak a torony, 14. század)
- Nagyomor, Szent István király templom
- Nagyszalonta, Szent István király plébániatemplom (1875)
- Piski, Piskitelep Szent István király plébániatemplom (1886)
- Pusztina, Szent István király templom
- Sepsiárkos, Szent István kápolna (17. század)
- Sepsiszentkirály, Szent István király templom
- Székelykocsárd, Szent István király kápolna (1996)
- Székelyszentkirály,  Szent István király plébániatemplom (1799)
- Szörcse, Szent István király templom

## Svédország
- Ljungby, Szent István király templom

## Szerbia
- Kúla-Veprőd, Szent István király plébániatemplom (1773)
- Nagybecskerek, Piarista templom (1847)
- Szaján, Szent István király templom (1806)
- Székelykeve, Szent István király templom (1889)
- Szilágyi, Szent István király plébániatemplom (1906)
- Törökbecse-Aracs Szent István király templom (1903)
- Törökbecse Aracs, Pusztatemplom (13. század, rom)
- Zenta, Szent István király plébániaház (1949)
- Zombor, Szent István király templom (1905)

## Szlovákia
- Alsógyertyán, Szent István király templom (1735)
- Árvafejérpatak, Szent István király templom (1800)
- Assakürt, Szent István király templom  (1909)
- Baska, Szent István király templom (1811)
- Beckó, Nagyboldogasszony és Szent István király templom
- Bozók, Szent István király plébániatemplom (1606)
- Bucsány, Szent István király templom (1700)
- Csábrágvarbók, Szent István király templom (18. század)
- Cseklész, Szent István király plébániatemplom (1773)
- Divékrudnó, Szent István király plébániatemplom (1816)
- Ebed, Szent István király templom (1732)
- Egyházasbást, Szent István király plébániatemplom (1397)
- Eperjes, Tótsóvár Szent István király templom (13. század)
- Fehérhalom, Szent István király plébániatemplom (1824)
- Felbár, Szent István király plébániatemplom (1778)
- Felsőkomaróc, Szent István király templom (1856)
- Fenyves, Szent István király templom (1670)
- Fülekpüspöki, Szent István király templom (1728)
- Galánta, Szent István király plébániatemplom (1805)
- Ipolynyék, Szent István király plébániatemplom (1846)
- Istvánkirályfalva, Szent István király plébániatemplom (15. század)
- Jablánc, Szent István király plébániatemplom (1663)
- Jenke, Szent István király plébániatemplom (1810)
- Karkóc, Szent István király templom (1811)
- Kassaolcsvár, Szent István király plébániatemplom (1810)
- Kázmér, Szent István király plébániatemplom (1768)
- Kelcse, Szent István király templom (1780)
- Kishind, Szent István király templom (18. század)
- Kisladna, Szent István király templom
- Kislóc, Szent István király templom (1780)
- Kolon, Szent István király templom (12. század)
- Kopcsány, Szent István király plébániatemplom (1863)
- Kóvár, Szent István király templom (1899)
- Kukló, Szent István király plébániatemplom (18. század)
- Laborcmező, Szent István király plébániatemplom
- Lemes, Böki Szent István király templom (1839)
- Lótos, Szent István király plébániatemplom (1907)
- Magas, Szent István király templom (14. század)
- Makranc, Szent István király templom (1907)
- Mátyócvajkóc, Szent István király templom
- Merény, Szent István király plébániatemplom (1763)
- Miava, Szent István király plébániatemplom (1697)
- Mihálytelek, Szent István király plébániatemplom (1890)
- Modor, Szent István király plébániatemplom (1873)
- Morva, Szent István király templom (14. század)
- Nádszeg, Szent István király templom (1904)
- Nagysalló, Szent István király templom (1740)
- Nagyszalánc, Szent István király plébániatemplom (1754)
- Nézsnafalva, Szent István király templom (1682)
- Nyitra, Szent István király templom (11. század)
- Oszlány, Szent István király plébániatemplom (1748)
- Parnó, Szent István király plébániatemplom (14. század)
- Pelyvássomfalu, Szent István király templom (1793)
- Perény-Hím, Szent István király templom (1768)
- Poprád, Mateóc Szent István király plébániatemplom (14. század)
- Pozsony, Kapucinus templom (1717)
- Pöstyén, Szent István király templom (1832)
- Réte, Szent István király templom (1817)
- Stomfa, Szent István király plébániatemplom (1767)
- Szemelnye, Szent István király templom (1768)
- Szentistváncoborfalva, Szentistvánfalva Szent István király templom (1831)
- Szentistvánkút, Szent István király plébániatemplom (1688)
- Szentistvánpatak (ma Zsolna városrésze) , Szent István király templom (1250)
- Tardoskedd, Szent István király templom (1707)
- Tósnyárasd, Szent István király templom (1781)
- Tótsóvár (ma Eperjes városrésze), Szent István király templom  (1332 előtti)
- Ubrezs, Szent István király plébániatemplom (1858)
- Vágterbete, Szent István király templom (1851)
- Zétény, Szent István király templom (14. század)
- Zólyom, Szent István király várkápolna (11. század)
- Zólyombrézó, Szent István király plébániatemplom (1856)

## Ukrajna
- Aknaszlatina, Szent István király plébániatemplom (1833)
- Mezőkaszony, Szent István király plébániatemplom
- Técső, Szent István király plébániatemplom (1888)
- Zsófiafalva, Szent István király templom (1877)